# Histoire de la France au XVIIe siècle
Pour un article plus général, voir Histoire de France.
Vous pouvez aider à l'améliorer ou bien discuter des problèmes sur sa page de discussion.
- Certaines informations devraient être mieux reliées aux sources mentionnées dans la bibliographie ou les liens externes. Améliorez sa vérifiabilité en les associant par des références. (Marqué depuis mars 2012)
- Il doit être recyclé. La réorganisation et la clarification du contenu sont nécessaires. (Marqué depuis juin 2016)

L'Histoire de la France au XVIIe siècle est marquée par l'apogée du pouvoir royal, qui devient absolu. Après la paix des Pyrénées (1659), le royaume de France devient une puissance dont le rayonnement s'étend à une grande partie de l'Europe.
Cette période est marquée, en Europe, par la guerre de Trente Ans (1618-1648), et par un ensemble d'autres guerres par lesquelles les rois ou princes des différents pays cherchent à détrôner les rois étrangers afin de récupérer un maximum de pouvoir.
Mais c'est aussi une période de très grands changements du point de vue culturel. La culture française rayonne en Europe, dans tous les domaines, appuyée par la création d'Académies : la littérature, les arts, les sciences. Le français est confirmé comme la langue des grands écrivains (Molière, Corneille…). La peinture, la sculpture, l'architecture, et la musique sont florissantes. Les scientifiques français tiennent une place très importante en Europe (astronomie, mathématiques, physique, optique), avec Fermat, Pascal, Descartes...
Les artistes et les intellectuels français sont alors au cœur des réseaux culturels européens.
C'est la raison pour laquelle le XVIIe siècle est quelquefois appelé en France le Grand Siècle.

## Sous Henri IV

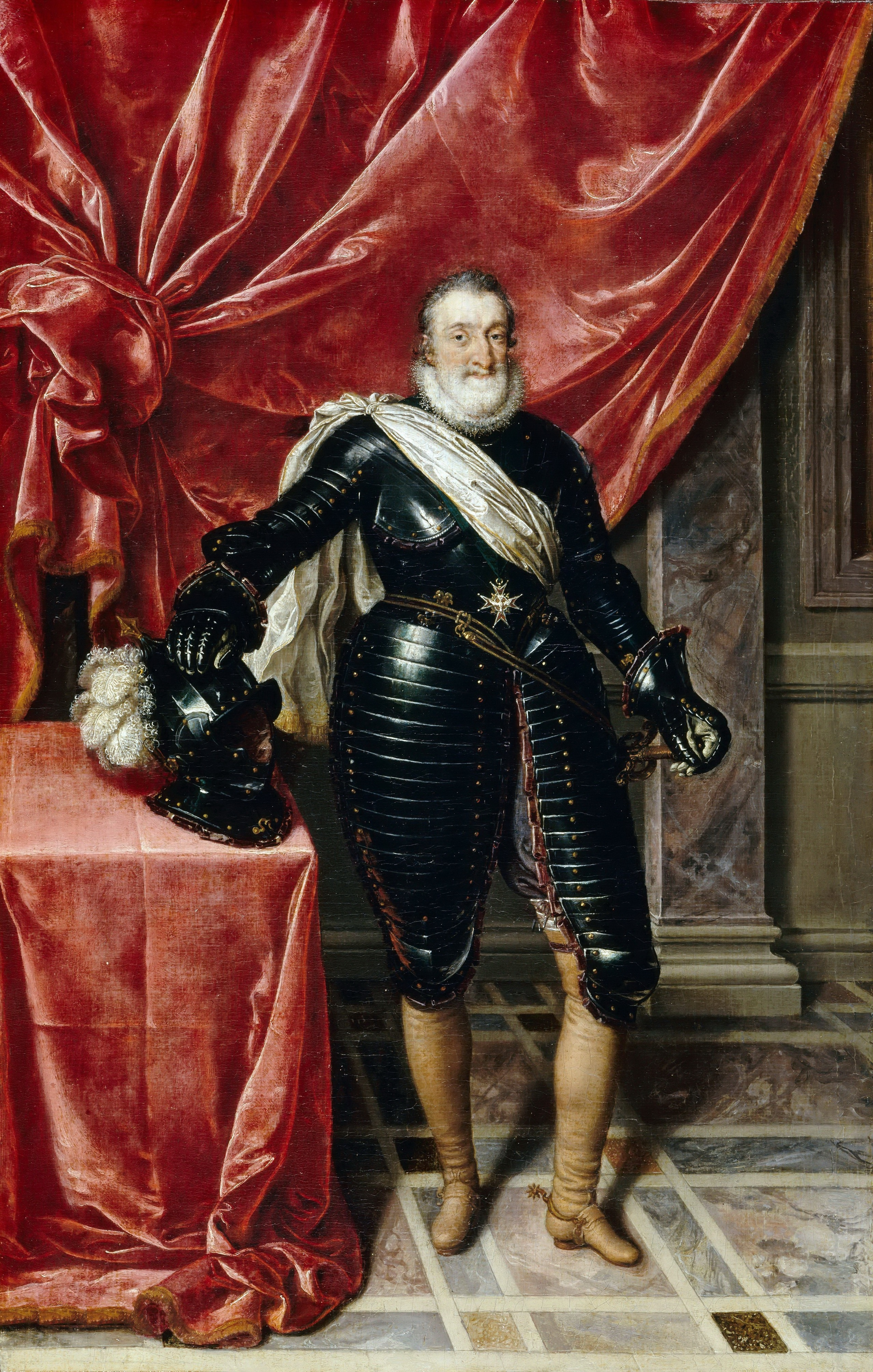
Henri IV par Frans Pourbus le Jeune (1610).

Né à Pau le 13 décembre 1553, assassiné à Paris par Ravaillac le 14 mai 1610, Henri de Navarre, roi de France de 1589 à 1610 sous le nom d’Henri IV et de Navarre de 1572 à 1610, est le fils d’Antoine de Bourbon et de Jeanne III d'Albret, reine de Navarre.
Bien que baptisé en 1554, il reçoit de sa mère une éducation calviniste qui le fera passer à la religion réformée dès la fin de 1559.
Après une jeunesse passée dans le Béarn jusqu’à l’âge de 8 ans, c’est à la cour que se poursuit son éducation.
Il revient au catholicisme pendant quelques mois et ce jusqu’à la mort de son père en 1562. Son retour au calvinisme se concrétise par sa présence et celle de sa mère au synode de la Rochelle qui élabore les bases de l’Église réformée de France.
En 1589, Henri III meurt assassiné par Jacques Clément, un dominicain.
Seul héritier légitime à la mort d'Henri III, Henri de Navarre abjura le protestantisme le 25 juillet 1593 dans l'église abbatiale de Saint-Denis : le Pape Clément VIII l'absout le 17 novembre 1595. Il fut ensuite sacré à Chartres (Reims étant aux mains des ligueurs) le 24 février 1594. Quelques mois plus tard en mars, il entra à Paris triomphant, la ville était aux mains de la Ligue depuis 1588.
Henri IV restaure l’État et le pouvoir monarchique, et pense surtout à reconstruire la France, déchirée par plus de trente ans de guerre civile. Il est aidé dans son entreprise par des conseillers choisis pour leur valeur, ex-ligueurs ou huguenots. Le duc de Sully, qui restera toujours protestant bien qu’ayant conseillé au roi de se convertir, sera son principal ministre et ami ainsi que Villeroy, ancien ligueur, homme de robe, véritable ministre des Affaires étrangères.
En 1598, Henri IV signe l’édit de Nantes, garantissant la liberté de culte aux protestants et mettant fin à 36 années de guerres de religion. Il semble ouvrir une ère de tolérance et d'apaisement. Le royaume se reconstruit peu à peu, même si la pacification est longue et difficile. Le conflit religieux peine à s'apaiser. 
En 1610, Henri IV, disposant d’une armée entièrement réorganisée par le duc de Sully, décide de lancer la guerre contre les Habsbourg dont les armées occupaient Clèves et Juliers depuis le début de l’année.
Le roi s’apprêtant à rejoindre son armée est assassiné par Ravaillac, un catholique fanatisé, le 14 mai 1610, rue de la Ferronnerie à Paris. Louis XIII lui succède sur le trône de France.

### Guerre franco-savoyarde
Fin de la guerre franco-savoyarde qui se termine par le Traité de Lyon

## Louis XIII et Richelieu

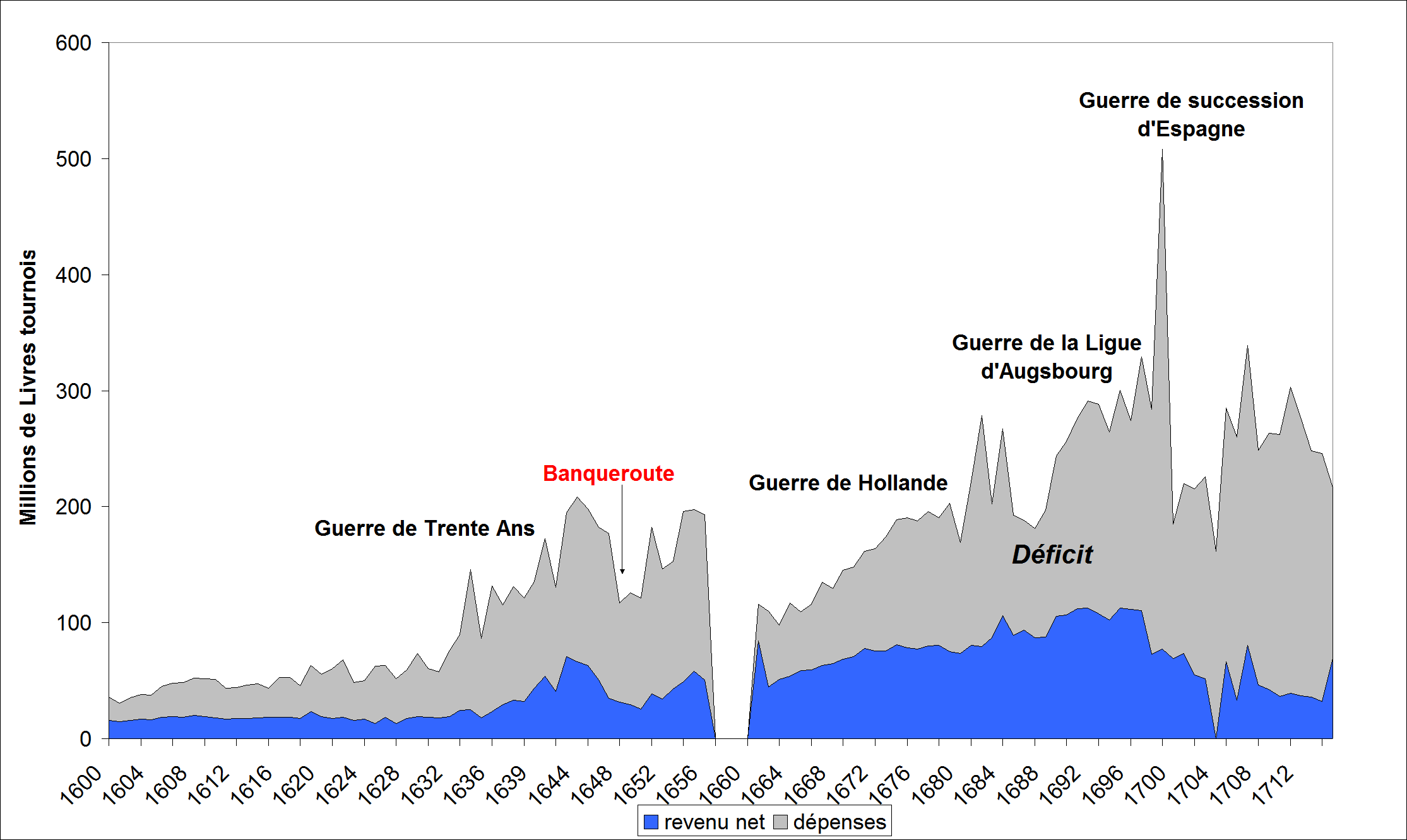
Évolutions des recettes et dépenses de la monarchie française de 1600 à 1715 en millions de livres tournois.

## Les années Mazarin

### Mazarin (1643-1648)

#### Mazarin et le Conseil de régence
Louis XIII meurt le 14 mai 1643. Son fils, Louis XIV, qui doit accéder au trône n'a pas encore 5 ans. L'occasion est exceptionnelle pour Anne d'Autriche. Elle va jusqu'à forcer le Parlement à briser le testament de son mari, et se fait reconnaître comme régente à part entière. Une de ses premières décisions est alors d'élever le cardinal de Mazarin. Celui qui fut la « créature » du cardinal de Richelieu, devant selon les volontés du roi défunt faire partie du Conseil de régence aux côtés d'Anne d'Autriche ou de Gaston d'Orléans, Anne d'Autriche le fait chef du Conseil, lui donnant la première place au gouvernement, juste au-dessus de Gaston qui est lieutenant général du royaume. Sa grande expérience des affaires de l'Europe, son habileté de diplomate, sa position exceptionnelle de parrain du jeune roi (donné par le roi avant sa mort), son appartenance au Sacré Collège qui élit le pape lui assurent le prestige et le respect indispensable à sa nouvelle fonction.

#### Les dévots
La compagnie du Saint-Sacrement est un grand parti dévot très ramifié de nobles (surtout de robe) qui fut fondé entre 1627 et 1629. Elle ne se réunit que secrètement, en petits groupes. Elle a trois buts, conformes aux idéaux contre réformistes :
- Développer des œuvres pieuses (aide aux malades, pauvres, rachats de captifs) ;
- Convertir des protestants et des juifs ;
- Répression des mœurs (libertinage, blasphème) et poursuite des déviants.

Ces dévots sont ultramontains et souvent impliqués dans les complots de l'époque. Mazarin devra lutter contre eux lors de la cabale des Importants, mais refuse de faire tomber les têtes comme c'était souvent le cas sous Richelieu. Cela ne signifie pas que Mazarin manque d'autorité, car il sait condamner, surtout dans le milieu ecclésiastique.

#### La poursuite de la guerre

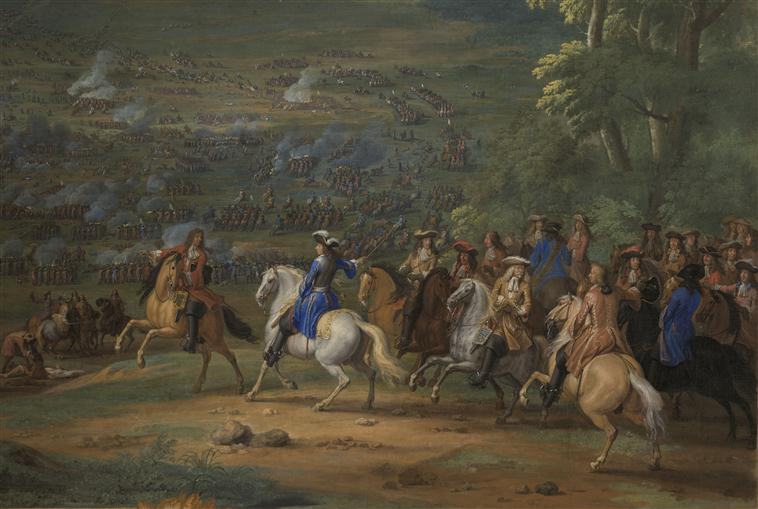
La bataille de Rocroi, en 1643.

Sur le plan militaire, à partir de 1643, Mazarin connaîtra encore 16 ans de combats armés, notamment contre l'empire des Habsbourg. Il peut compter sur la régente Anne d'Autriche et sur de grands capitaines : le marquis de Turenne (huguenot, frère du duc de Bouillon), le jeune duc d'Enghien (futur Grand Condé), Maillé-Brézé, ou Carl Gustaf Wrangel, chef des armées suédoises. Grâce au duc d'Enghien, la France remporte la bataille de Rocroi en 1643. Turenne (devenu maréchal de France) et lui prennent la place de Fribourg-en-Brisgau en 1644 et celle de Nördlingen en 1645 en tuant le général des Impériaux, Mercy. En 1648, c'est encore Turenne, cette fois aidé de Wrangel le Suédois, qui gagne contre les Bavarois et les Impériaux la bataille de Zusmarshausen. La même année, Condé vainc les Espagnols à Lens.

#### Augmentation de la pression fiscale
La France, afin de financer la guerre, a besoin d'argent. Aussi il devient nécessaire de trouver de nouveaux revenus. « Comme il est difficile d'augmenter la taille ou la gabelle, Mazarin et la régente songent à faire payer la capitale où sont concentrés beaucoup de gens bien » Ils font payer ces riches et lancent le toisé (faire payer les maisons construites illégalement dans les faubourgs de Paris), critiqué l'année suivante. Il devient nécessaire d'arrêter les agitateurs. Cependant, cela se reproduit lorsque Mazarin augmente les taxes d'entrée de marchandises dans Paris. En effet, Paris est une ville immense pour l'époque (pas moins de 400 000 habitants dans seize quartiers) et on se souvient de son pouvoir de révolte sous Henri III, sous l'influence de la Ligue. Mazarin doit faire appel à l'Italien Particelli d'Emery qu'il nomme surintendant des finances. En augmentant le retard dans le paiement des « quartiers », ils toucheront essentiellement les rentiers. « L'accumulation des taxes et le retour aux emprunts forcés déclenchent une protestation générale des officiers du roi, directement concernés ». En 1648, les relais de l'opinion sont en place pour soulever la capitale.

### La Fronde (1648-1653)

#### Contexte et définition
Durant la guerre de Trente Ans, les combats sont épuisants, et les fonds difficiles à trouver. Aussi les armées sont souvent obligées après un combat de s'arrêter quelque temps dans une ville pour reprendre des forces, avant de repartir. Cela empêche bien sûr les grandes campagnes victorieuses, mais cela renforce aussi beaucoup les tensions dans le royaume. C'est donc dans cette ambiance que la France connaît ce que l'on nomme La Fronde : période d'une extrême complexité qui dure de 1648 à 1653, pendant la minorité de Louis XIV, et qui consiste en une « superposition d'exigences de la guerre étrangère, de contestation parlementaire, de révoltes populaires, de soulèvement nobiliaires, principalement urbains, sur fond de crise économique ».

#### Lesparlements
Ils sont treize depuis 1633 (Louis XIII en a construit deux depuis la mort de son père). Celui de Paris est le plus important. Les parlements s'occupent des procès en appel. Pour les autres cas, il faut faire appel aux conseillers (plus de 200 à Paris) répartis dans des chambres spécialisées. À Paris :
- Deux Chambres des requêtes (pour les cas peu importants) ;
- Cinq Chambres des enquêtes (cas plus importants) :
- Une chambre de la Tournelle (affaires criminelle) ;
- Une chambre des vacations (quand les autres ne travaillent pas) ;
- La Grand Chambre.

Tous ces conseillers ont acheté leurs offices, sauf le premier président qui est directement nommé par le roi. Les parlements possèdent leur droit (et devoir) de remontrance, ou de refus de la lettre de jussion, ils sont utiles pour traiter certaines affaire politiques (par exemple le procès de la Galigaï en 1617 pour sorcellerie). Aux parlements et aux chambres spécialisées, s'ajoutent les trois cours souveraines, appelées seulement supérieures par Louis XIV. Les membres de ces cours souveraines sont des officiers anoblis par leurs charges, au train de vie souvent assez aisés. Le palais de justice de Paris se trouve sur l'île de la Cité.

#### La première Fronde ou «Fronde parlementaire»

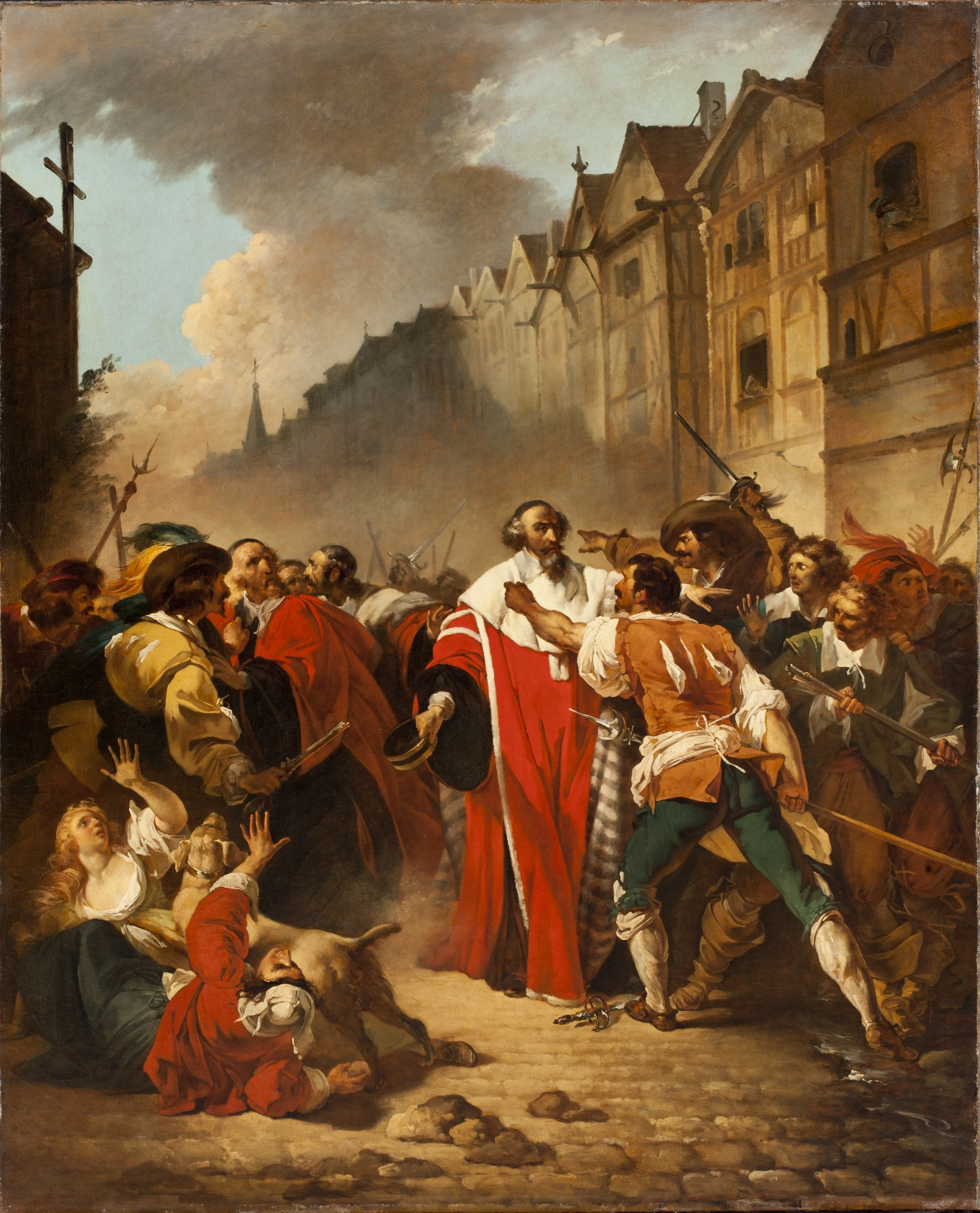
Une scène d’émeute au début de la Fronde en 1648 : le premier président du Parlement de Paris, Mathieu Molé, menacé par la foule.

D'abord a lieu une agitation des parlements, entre janvier et décembre 1648. En 1648, Particelli augmente les taxes sur les propriétaires parisiens, impose la création de douze charges de maîtres des requêtes, augmente le bail de la Paulette. Toutes ces mesures sont contestées et se rejoignent dans une même révolte contre le fisc, les propriétaires de la capitale, les consommateurs qui subissent l'augmentation du tarif et les officiers du roi, ceux-là mêmes qui doivent faire appliquer la loi.
Le parlement de Paris prend la tête du mouvement protestataire et se réunit avec les cours souveraines dans la Chambre Saint-Louis où ils délibèrent ensemble d'un projet d'arrêt d’union, composé de 27 articles dans lesquels ils demandent la suppression de tous les nouveaux impôts, l'abandon de la création de charges, une réduction de la taille de 25 %… Ils reprochent une dérive du pouvoir traditionnel dans lequel l'administration des finances et de la justice est confiée à des officiers, mais de plus en plus le roi gouverne seul assisté d'un officier tout-puissant, ici Mazarin. Le gouvernement doit réagir : Particelli est renvoyé et les 27 articles sont quasiment tous acceptés.
Pendant que la guerre continue, Mazarin fait arrêter deux meneurs de la Fronde : Blancmesnil et Broussel, qui est alors âgé de 73 ans. Ce dernier devient un symbole (le roi arrête maintenant des vieillards) et des manifestations protestataires sont déclenchées ; la régente et Mazarin veulent les réprimer, mais le parlement de Paris se soulève et monte les barricades (Journée des barricades le 26 août 1648). Broussel est libéré et d'autres droits accordés.

#### La fin de la guerre de Trente Ans: les traités de Westphalie (24 octobre 1648)

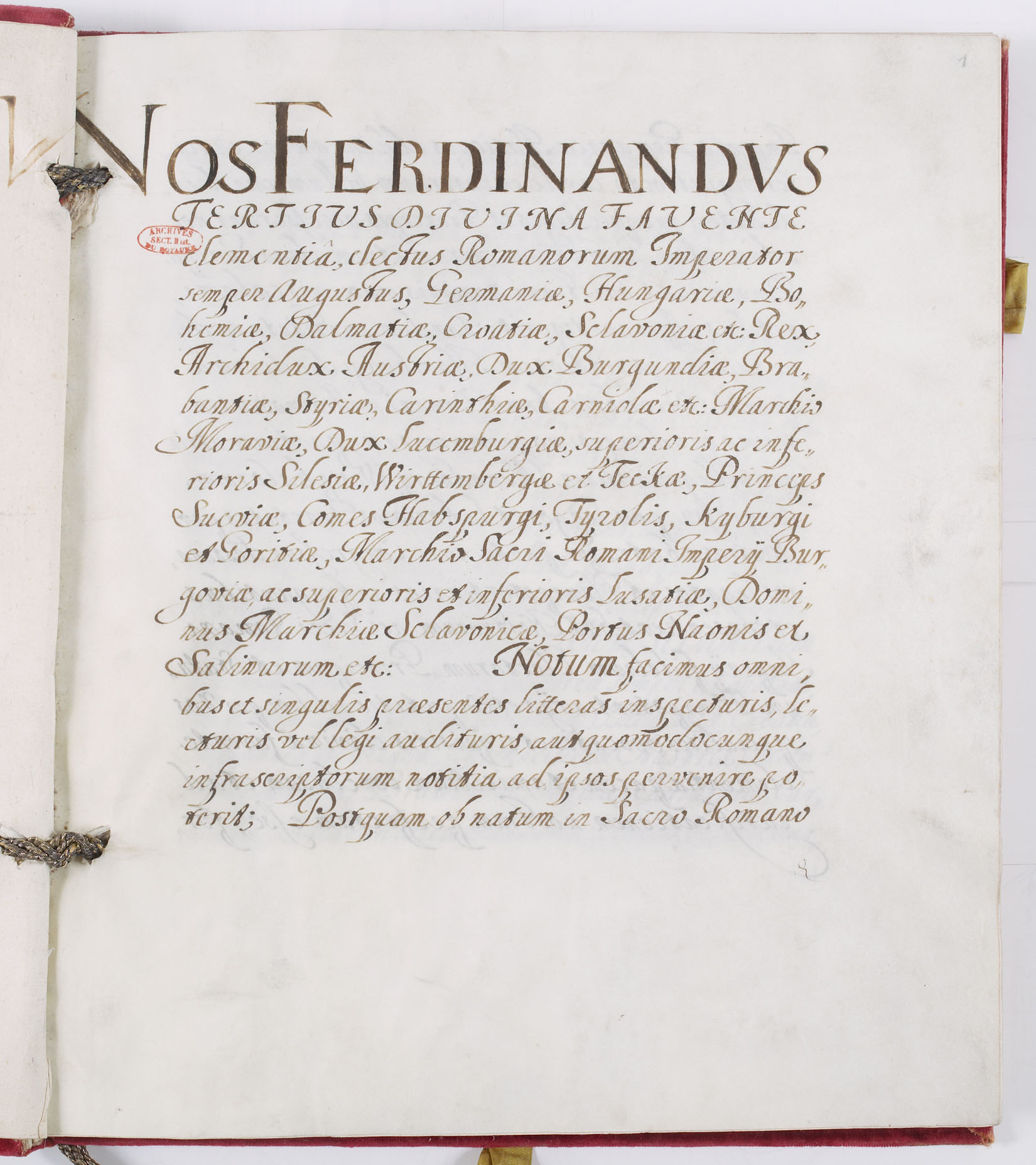
Extrait du traité de Westphalie.

Le 24 octobre 1648, les traités de Westphalie mettent fin à la guerre et aux négociations entamées quatre ans plus tôt. Dans le Saint-Empire, le principe cujus regio, ejus religio, c'est-à-dire « pour un roi, une religion » est conservé, le calvinisme est maintenant reconnu au même titre que le catholicisme ou le luthéranisme, le Brandebourg et la Suède agrandissent leurs territoires, « l'équilibre européen » est restauré et l'Allemagne sort affaiblie, tandis que la France s'est territorialement enrichie : Metz, Toul, Verdun et une petite partie de l'Alsace appartenant aux Habsbourg d'Autriche (Sundgau), et sort favorisée de l'indépendance accordée aux cantons suisses.
Cependant un conflit international reste en marge de ces traités : en effet lorsque les Pays-Bas espagnols sont déclarés indépendants, l'Espagne quitte le conseil de délibération et décide de poursuivre, seule, le conflit contre la France. Leur défaite à Lens ne les arrête pas, le roi Philippe IV espérant que les troubles intérieurs de la Fronde obligeront la régente à baisser la garde.

#### Fin de la Fronde parlementaire (janvier-août 1649)
La régente et Mazarin savent qu'ils ne pourront pas accepter définitivement les articles de la chambre Saint-Louis. Il devra y avoir un moment où ce pouvoir qui germe devra reprendre ses droits. Aussi c'est à eux de décider quand. C'est ainsi qu'a lieu entre les 5 et le 6 janvier 1649 la « nuit des Rois » : la reine, ses deux enfants et Mazarin quittent Paris pour Saint-Germain-en-Laye, décidés à reconquérir la capitale les armes à la main. Mazarin fait appel aux 4 000 mercenaires allemands de l'armée de Condé qui, au demeurant, reçoit le commandement des troupes royales afin de conduire le siège de Paris. Il dispose au total de 8 000 à 10 000 hommes. Le cardinal est condamné au bannissement par un arrêt du Parlement (8 janvier).
Du côté parisien, la résistance s'organise. Le Parlement confie le commandement des troupes au prince de Conti, frère de Condé, qui est désigné comme le généralissime de la Fronde (11 janvier). Les autres chefs sont les ducs de Bouillon, de Beaufort et d'Elbeuf ainsi que le maréchal de La Mothe et le prince de Marcillac. La duchesse de Longueville (sœur de Condé et Conti) et surtout le coadjuteur de Paris, Jean-François Paul de Gondi (futur cardinal de Retz) jouent également un rôle prépondérant dans la révolte.
Le combat de Charenton remporté par l'armée royale le 8 février 1649 sur quelques groupes de frondeurs empêche toute délivrance. Les soldats du roi ravagent le sud de Paris. Toutefois, les frondeurs reçoivent le soutien de Turenne. Ce dernier tente d'ailleurs d'attacher à son service huit régiments de l'armée d'Allemagne commandés par le général d'Erlach. Mazarin riposte grâce au banquier Barthélemy Hervart : il réussit à maintenir cette armée dans son devoir (et à ses frais) en fournissant 1,5 million de livres tournois. Sans moyens, Turenne décide alors de s'exiler. Le 7 mars 1649, il est déclaré coupable de crime de lèse-majesté.
Dans ces conditions (les alentours de Paris ravagés, Turenne défait), les frondeurs les plus modérés tels que le premier président du Parlement Mathieu Molé et le président Henri de Mesmes supplient Anne d'Autriche de négocier. Un compromis est signé le 11 mars 1649 (paix de Rueil), suivi de la paix de Saint-Germain (1er avril 1649). Tous les fauteurs de troubles sont pardonnés, y compris Turenne. Le 18 août, le roi fait son entrée à Paris.

#### La deuxième Fronde ou La fronde des Princes (1650-1651)
Certains princes comme Condé n'ont pas retrouvé tout leur pouvoir à la sortie du conflit, et se sentent prêts à reprendre la lutte. La régente et Mazarin tentent alors un coup de force et font arrêter Condé, Conti et Longueville. Mais la réaction ne se fait pas attendre : le reste du groupe se révolte immédiatement et résiste tant et si bien que Mazarin lui-même doit aller libérer les trois prisonniers. Les critiques reprennent et le cardinal est obligé de fuir pendant presque un an sur les terres accueillantes de l'électeur de Cologne. Il espère que « l'union des Frondes » va s'essouffler avec le temps, à raison : les différents membres s'aperçoivent qu'ils ne partagent pas les mêmes envies, et grâce aux nombreuses manœuvres de la régente, le groupe finit par se diviser.
Anne d'Autriche fait languir les derniers opposants avec un projet de réunion des États Généraux, mais la fixe au 8 septembre 1651. Cependant, trois jours plus tôt, le 5 septembre, Louis XIV atteint sa majorité. Ses 13 ans sont fêtés majestueusement, et le projet est bien vite abandonné. Le seul à ne pas assister à la cérémonie de la majorité, c'est Condé, dont le crime est maintenant un crime de lèse-majesté.

#### L'année terrible: 1652

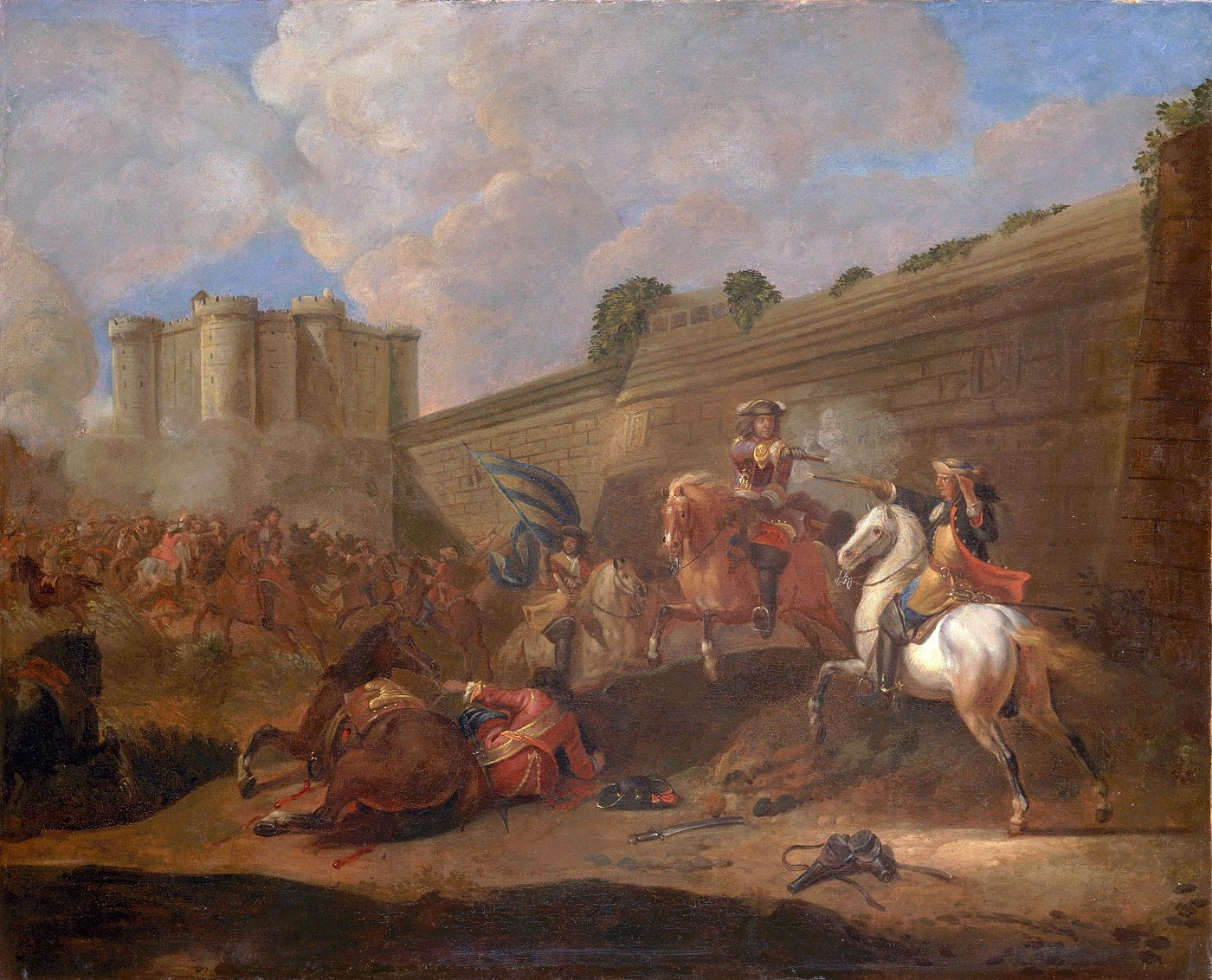
La bataille du faubourg Saint-Antoine, sous les murs de la Bastille, en 1652.

Entre 1648 et 1652, la France connaît des « années noires », marquées par une crise économique gravissime, une famine et son corollaire la peste. 1652 est en quelle sorte l'année à l'apogée de cette crise. C'est aussi la date à laquelle le roi, aidé de Turenne, fraîchement rallié à lui, décide de récupérer la capitale encore hors contrôle, mais échoue devant l'armée de Condé, à peine plus grande que la sienne. Ce dernier arrive à Paris. Trois mois plus tard, les armées du roi lancent une attaque sanglante, mais celle de Condé l'emporte grâce à l'aide notamment de la Grande Mademoiselle, fille de Gaston d'Orléans. Dans les troupes de Condé, un peu plus tard, ont lieu des massacres à l'encontre de ceux qu'on soupçonne de n'être pas fidèles au prince.
Devant une nouvelle crise, Mazarin entame un second exil. Quant à Condé, pris par la lassitude et rapidement isolé, il finit par abandonner la capitale fin 1652 et part pour Bruxelles. Le roi reprend la ville le 21 octobre 1652 : c'est la fin des affrontements à Paris. Le roi peut prononcer une amnistie pour tous (sauf pour Condé, Longueville et Beaufort) et interdire à partir de maintenant aux parlements de se mêler des affaires de l'État. Gaston se rend, mais est exilé à Blois, Gondi sera, lui, arrêté, et Mazarin est rappelé à Paris. Petit à petit la monarchie s'appuie davantage sur les officiers et bientôt sur les commissaires qu'avant sur les nobles. Les États Généraux, changés en objets de chantage, ne seront pas réunis avant 1789. Le jeune roi gouvernera désormais plus avec ses grands commis, qu'avec sa valeureuse, mais trop frondeuse, noblesse. Un autre problème est celui du budget : les dépenses du royaume nécessitent de plus en plus de s'endetter, méthode vue alors comme douloureuse, mais nécessaire.

### Les «années fécondes» (1653-1661)

#### Le retour à l'ordre
Après la paix rétablie à Paris le 21 octobre 1652, et le retour de Mazarin le 3 février 1653, s'effectue un retour au calme qui annonce une nouvelle période de paix, pendant laquelle seront progressivement réglés les fins de conflits dans les autres régions du royaume. Le Conseil des affaires (Conseil étroit) est remanié en partie, le fidèle Le Tellier est maintenu au secrétariat d'État à la guerre, et deux surintendants des finances se partagent les tâches correspondantes : Servien en ordonnateur des dépenses et Fouquet pour remplir les caisses.
En Provinces, les conflits sont réglés :
- en 1653 en Guyenne (grande ville : Bordeaux) ;
- en 1659 en Provence (grande ville : Marseille) et en Normandie.

#### L'Orméede Bordeaux
Elle est le cœur des révoltes qui continuèrent encore un an après la fin des combats à Paris. C'est un grand organisme qui avait réussi à instaurer une sorte de république urbaine. Mais l'Ormée ne domine Bordeaux que durant un an. Pour mettre fin à cette rébellion, Mazarin envoie une flotte sous le commandement du duc de Vendôme, amiral général, et des régiments commandés par le fils du duc d'Epernon, Candale. Sous cette pression, les Espagnols basés non loin ainsi que les ormistes de Bordeaux décident de fuir.
Une paix est conclue fin juillet 1653. Une amnistie est proclamée pour tous sauf les principaux chefs ormistes. Le parlement de Bordeaux, frondeur, exilé à Agen, n'est autorisé à rentrer qu'en 1654. Cette répression n'empêche pas la ville de continuer à murmurer, mais les derniers grands seigneurs impliqués finissent par accepter la paix : le prince de Conti moyennant le gouvernement du Languedoc et la promesse d'un mariage avec une nièce de Mazarin, richement dotée ; Madame de Longueville en se retirant dans son château de Montreuil ; la princesse de Condé en rejoignant, accompagnée de son fils, son mari chez les Espagnols.

#### Les suites de la Fronde en Provence
Deux villes animaient les révoltes dans la région de Provence : Aix-en-Provence dont le parlement, l'un des plus frondeurs, s'est agité longtemps, et Marseille qui baigne depuis des siècles dans un climat de « privilèges » : elle gouverne seule et ne paie pas d'impôts au roi. Seulement en 1659, le roi envoie son armée sur Marseille : une partie des remparts est détruite (symbole d'indépendance : une des portes détruites portait une devise célébrant la liberté de la ville), le roi passe triomphalement par la brèche créée. L'ancien corps des consuls formé de bourgeois sera défait et remplacé par des marchands nommés par le roi. À force de tous ces actes, la région de la Provence reconnaît progressivement l'autorité royale sur ses terres.

#### Retour au calme en Normandie
En Normandie, la Fronde avait été fort active sous le commandement du duc De Longueville. Après plusieurs combats entre 1657 et 1659, la paix est rétablie en 1659.

#### Dernière tentative du Parlement
Le Parlement de Paris décide en 1655, s'opposant ainsi formellement aux nouveaux ordres du roi, de délibérer sur des édits fiscaux. Le roi se déplace immédiatement, fait irruption dans la grande salle où siègent les conseillers et leur fait part de son mécontentement. Louis XIV a beau alors n'avoir que 16 ans, il a compris comment imposer son autorité. Il n'est plus question de tolérer quelque écart que ce soit de ces anciens frondeurs. Il est bien sûr aussi obligé d'acheter quelques-uns des conseillers (dont Bellièvre), mais il ne cède rien sur le fond.
Si tout n'est pas toujours simple pour les intendants, prudemment et progressivement rétablis dans les provinces en qualité de commissaires, la contestation ne revêt plus les formes violentes de la révolte. Aussi le retour des bonnes années, le cantonnement des armées aux frontières, le calme revenu dans les provinces, contribuent à une renaissance de la prospérité, qui se prolonge jusqu'à la grande crise de subsistance des années 1661-1662 qui frappe à nouveau sévèrement le royaume.

#### La querelle janséniste
La querelle janséniste a débuté pendant l'entre-deux Frondes, c'est-à-dire en 1649, avec le syndic de la Sorbonne Nicolas Cornet sur une querelle théologique. Les jansénistes qui ne veulent ni se séparer du Pape ni du roi, sont soutenus par certains frondeurs comme Madame de Longueville, mais critiqués par d'autres, comme Pascal. Le roi, lui, veut simplement réduire le nombre de ceux qui se permettent de vivre une religion hors des codes et des textes, c'est-à-dire supprimer les sectes, qu'elles soient jansénistes ou non.

#### La France contre l'Espagne: le duel
Pendant toutes ces années, la guerre civile marque les combats de la guerre étrangère, qui pourtant continue, en particulier au Nord. En 1652, le prince de Condé est passé du côté espagnol, rejoint par sa femme et son fils en 1653. Turenne, qui est repassé, lui, du côté du roi en 1652, se retrouve donc opposé à Condé. Turenne bat Condé à Arras en 1654. Puis Condé bat Turenne à Valenciennes en 1656. Côté espagnol, la France utilise les ducs de Modène et de Mantoue pour garder la frontière du Milanais (à droite de la Savoie, au Sud de la France).
Sur mer, ce ne sont plus les Espagnols, mais les Hollandais, et de plus en plus les Anglais (surtout depuis le Navigation Act de Cromwell en 1651). Il est de première importance pour la France de s'allier avec ces deux puissances. En 1657, Mazarin obtient donc une alliance avec Cromwell (le Lord Protecteur anglais, au pouvoir pendant le Protectorate). Grâce à cela, Turenne remporte une magnifique victoire à Dunkerque (qui devait revenir aux Anglais pour leur aide dans cette nouvelle alliance). Ainsi quand la saison des quartiers d'hiver arrive, les généraux passent la main aux diplomates. Le roi d'Espagne est épuisé et n'arrive pas à reconstruire ses armées, il consent donc à traiter.

#### La paix des Pyrénées (1659)

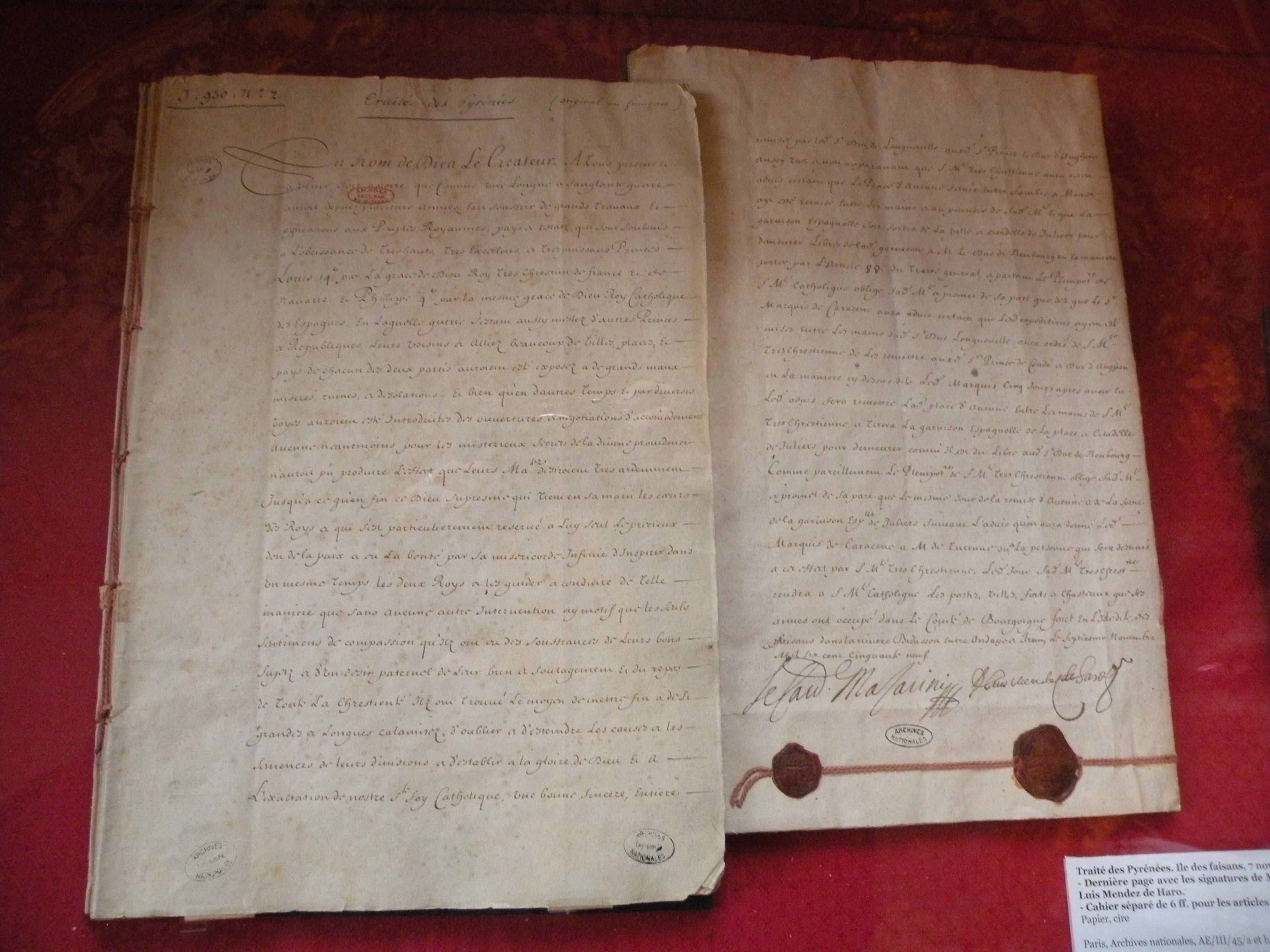
Le traité des Pyrénées.

La paix des Pyrénées est signée le 7 novembre 1659. La France récupère l'Artois au Nord, le Luxembourg et le Roussillon au Sud. Condé est amnistié et récupère toutes ses charges à la cour, encore qu'il préfère rester cloisonné dans son propre château. Charles IV de Lorraine est rétabli dans son duché. Le duc de Savoie voit son duché évacué de toute présence française. Une union est décidée entre Louis XIV (qui n'est pas marié en 1659, à 20 ans) et la fille aînée du roi d'Espagne (qui n'a alors toujours pas de fils pour lui succéder), Marie-Thérèse d'Autriche, infante d'Espagne alors âgée de 19 ans. On espère par cette alliance limiter les conflits entre les deux puissances européennes. 
Ce traité est le chef-d'œuvre diplomatique de Mazarin : Philippe IV d'Espagne voulait que Marie-Thérèse renonçât à ses droits à la couronne d'Espagne par son mariage avec Louis XIV. Mazarin y consentit mais à condition que l'Espagne verse une dot en compensation à la France. Mazarin savait que cette dot ne serait jamais versée, l'Espagne étant ruinée. Effectivement, la dot ne fut jamais versée, ce qui rendit la renonciation de Marie-Thérèse caduque et permit à Louis XIV de conserver les droits de sa femme et de ses successeurs à la couronne d'Espagne. Le Traité des Pyrénées fut considéré par les contemporains comme un triomphe de la France et constitue à certains égards le début de la prépondérance française en Europe.

#### La paix du Nord (1660-1661)
La France joue uniquement le rôle d'arbitre dans la paix signée entre la Suède et ses voisins, la Pologne et le Danemark. En vérité, elle y favorise les droits suédois : le roi de Suède Charles X Gustave est mort prématurément, en 1660.

#### L'œuvre de Mazarin
Mazarin s'éteint le 9 mars 1661. Il laisse à son filleul, Louis XIV, impatient de régner seul, un royaume sensiblement agrandi. Il a parachevé l'œuvre de Richelieu. Son image a été brouillée par tant de mazarinades et par les questions que pose sa considérable fortune (comme Richelieu) accumulée dans l'exercice du pouvoir. Il a pourtant, en 18 ans de pouvoir, tenu tête aux Habsbourg, résisté aux ambitions des frondeurs, préparé le roi à son « métier », constitué autour de lui le Conseil d'en haut, qui restera inchangé (Fouquet mis à part, qui tombe en disgrâce en 1661) pendant une grande partie du règne de Louis XIV. La longévité de son exercice lui a permis de finir avec succès la grande guerre espagnole, de reconstruire les provinces éprouvées par les guerres, et participe à forger l'État moderne.
Les dix-huit ans du ministère de Mazarin sont marqués par deux faits majeurs : la mise au pas définitive d'une noblesse frondeuse, qui a mis à mal le pouvoir royal et compromis le développement de la monarchie administrative pendant la Fronde, et la poursuite tenace de la guerre contre les Habsbourg. Les traités et les alliances négociés avec Mazarin (paix de Westphalie, ligue du Rhin, paix des Pyrénées et paix du Nord) créent un nouvel équilibre en Europe, propice à l'épanouissement de la prépondérance française.

## L'ascension du roi Soleil (1661-1685)

### La monarchie administrative

#### La prise de pouvoir (10 mars 1661)

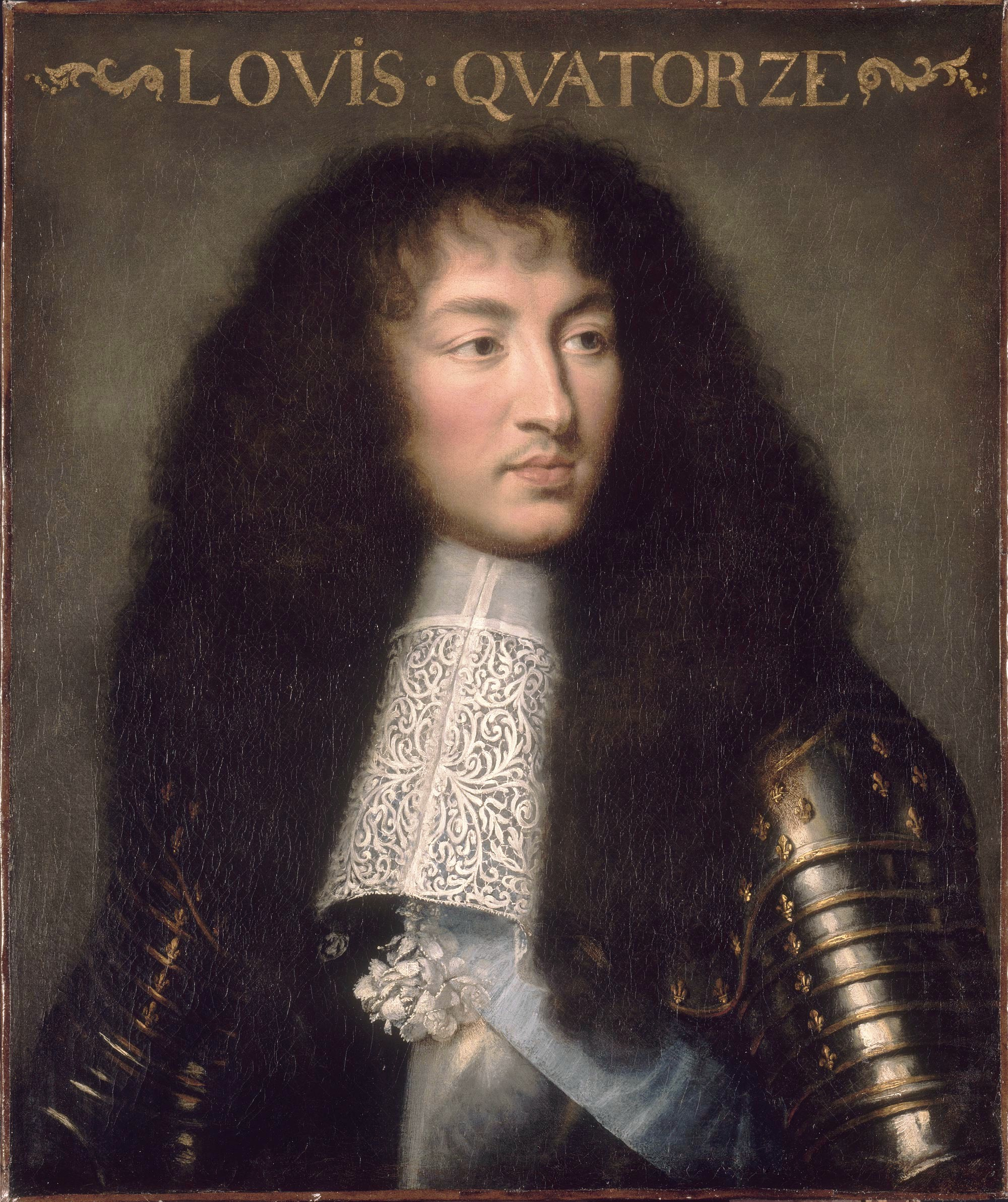
Louis XIV en 1661 par Charles Le Brun.

Le 10 mars 1661, le lendemain de la mort de son Premier ministre Mazarin, Louis XIV qui a alors 22 ans, crée en quelque sorte une rupture avec l'ancien régime, ou du moins les traditions royales (on a même parlé de coup d'État) : il met fin au conseil « élargi » et annonce qu'il gouvernera avec un Conseil étroit. La fonction de connétable n'existait déjà plus depuis la mort de Lesdiguières, dernier à avoir porté ce titre en 1627, celui de colonel général d'infanterie non plus depuis la mort du duc d'Épernon, dernier à avoir porté le titre, cette même année 1661. Il ne nomme pas de remplaçant au poste de Mazarin, récupère une partie des pouvoirs qui étaient avant délégués à d'autres (signatures de textes, nominations, promotions), se met à assister régulièrement aux réunions politiques… Il inaugure donc en 1661 un gouvernement personnel, et crée 63 chevaliers du Saint Esprit, ce qui n'avait pas été fait depuis 1633.
C'est-à-dire le cœur politique de l'État. Il se constitue en gros de 7 Conseils :
- Le Conseil d'en haut : Il réunit les membres les plus importants du pouvoir après le pouvoir, c'est-à-dire les meilleurs conseillers pour le roi. En 1661, ils ne sont que trois (leur nombre ne dépassera jamais 7) : Le Tellier, Fouquet et de Lionne.
- Le Conseil des dépêches, présidé par le roi, et qui se réunit deux fois par semaine (une fois tous les quinze jours à partir de 1691) pour parler de la correspondance avec les gouverneurs et les intendants des Provinces. Y viennent aussi le chancelier, les secrétaires d'État et ceux qui doivent leur succéder.
- Le Conseil privé (ou Conseil des parties) : Trente hommes (quatre-vingt en 1664) qui délibèrent (le roi n'y assiste quasiment jamais) des affaires judiciaires que le roi s'autorise à régler sans passer par les voies traditionnelles. Ce Conseil est présidé par le chancelier.
- Le Conseil de survivance et le Conseil de la religion prétendue réformée. Le premier, le plus souvent, ne se compose que du roi et de son confesseur le père Arnauld, et nomme les évêques et abbés. Le second s'occupe des affaires des protestants (il disparaît en 1685).
- Les ministres et secrétaires du roi : Ceux qui ont prouvé leur valeur du temps de Mazarin gardent leurs places : Séguier en garde des sceaux, La Vrillière pour les affaires protestantes, Le Tellier ministre de la Guerre, son fils le marquis de Louvois récupère ce poste en 1662, Guénégaud s'occupe de la maison du roi, du clergé et de Paris. Fouquet, à part, gère les Finances, d'abord avec Servien qui meurt en 1659, puis seul jusqu'à sa disgrâce en 1661, accusé par le roi de complot, il est exilé puis condamné à un emprisonnement à vie. Enfin Colbert, en rapport probable avec la condamnation de Fouquet, depuis qu'il a été rabaissé au simple statut de contrôleur des finances. Fouquet assumera sa peine, alors que l'on sut rapidement, que contrairement à Sully, Richelieu ou Mazarin, il ne s'était jamais réellement enrichi durant l'exercice de son pouvoir.
- Le Conseil royal des finances et le Conseil royal du commerce : Le premier, présidé par le roi, mais gouverné par le maréchal de Villeroy assisté de deux conseillers et d'un intendant des finances, se réunit deux fois par semaine et discute et signe tous les traités et lois en rapport avec les finances (investissements, impôts…). Mais c'est à l'intendant des finances, Colbert, que reviennent quasiment tous les pouvoirs. Ce sera lui, aussi, qui obtiendra la création du second Conseil, le Conseil royal du commerce, en 1664 (ce Conseil disparaît en 1676), et dont il sera aussi à la tête. Par les « liasses », audiences techniques avec des conseillers précis sur des problèmes particuliers du royaume, le roi entretient son contrôle et sa connaissance. Le roi ne nomme pas les officiers de justice et des finances (au nombre de 45000 tout de même), mais nomme les officiers de ses armées et de sa marine.

Durant les 11 premières années du gouvernement personnel de Louis XIV, la politique générale du royaume est une politique de paix et de grandes réformes qui marqueront longtemps le royaume. À la tête de ces réformes, Louis XIV bien entendu, mais aussi Colbert qui entre au Conseil d'en haut en 1661 (il y prend la place de Fouquet), chargé du département des Bois, nommé surintendant des bâtiments en 1664, contrôleur général des finances et, en 1669, il reprend la charge de Guénégaud, puis la même année la gouvernance de la marine, ancien poste de de Lionne. Il est important mais n'atteint jamais le statut de principal ministre qu'avaient possédé Richelieu ou Mazarin.

#### La réforme fiscale

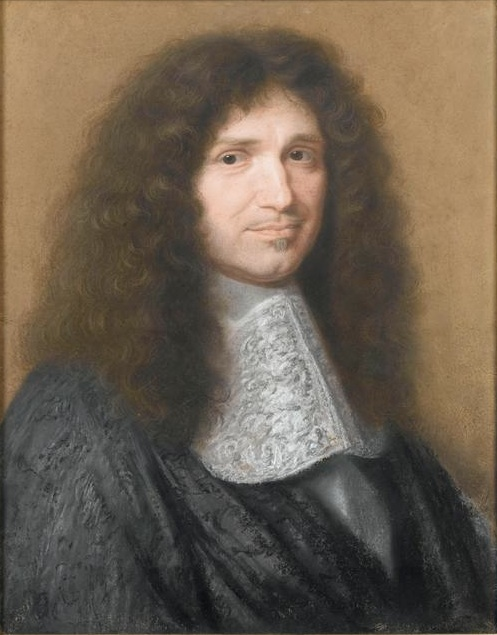
Jean-Baptiste Colbert en 1676.

Elle comporte plusieurs éléments et évènements majeurs. Entre 1660 et 1665 (Fouquet éliminé du pourvoir en 1661), Colbert fait passer la taille de 40 millions de livres à 35 millions de livres (soit une réduction de presque 15 %). Pour compenser il augmentera les impôts indirects (un peu comme Sully), et les fermes. Une ferme générale est créée en 1681 : elle regroupe les aides, les gabelles, les domaines, les traites et les taxes intérieures.

#### Larévolte du papier timbréen 1675
Pour augmenter les rentrées d'argent, des novelletés, c'est-à-dire ici des taxes indirectes sur la consommation de tabac, l'achat de vaisselle et une obligation d'utilisation du timbre payant, dans des villes comme Bordeaux, jusqu'alors exemptées de telles mesures, et sans l'accord de ces villes, provoquent plusieurs révoltes, notamment en 1675 à Rennes, mais le mouvement ne manque pas de se propager et les émeutes, comme les condamnations qui les suivent font plusieurs dizaines de morts. Les bureaux de papier timbré sont d'abord souvent visés, mais rapidement la révolte antifiscale devient une révolte antiseigneuriale. Les paysans par milliers viennent protester contre les pressions énormes que font peser sur eux les seigneurs, celles-là mêmes qui les empêchent de supporter les nouveaux impôts royaux. Plusieurs marquis voient leurs châteaux attaqués, le duc de Chaulnes est menacé, il demande de l'aide à Colbert qui lui envoie 6000 hommes. Le duc de Chaulnes mènera une répression expéditive, arbitraire et féroce, il veut séparer de façon symbolique les provinces révoltées de celles restées fidèles. Il occupe presque un an, militairement, la ville de Rennes, exile à Vannes (où il restera jusqu'en 1689) le Parlement de Bretagne, jugé trop mou face aux désordres. En 1676, la rébellion est matée.

#### La chasse aux faux nobles
Il serait faux de dire que Colbert ne fait payer que les riches. Il décide en effet dès 1664, de faire la chasse à ceux qui prétendent être nobles sans y avoir le droit, il faut maintenant pouvoir présenter des preuves de son statut de noble. L'idée est d'une part de faire payer les usurpateurs, d'autre part de garder près du pouvoir seulement les grands, ceux qui font fonctionner économiquement le pays. Seulement l'entreprise ne porte pas tous ses succès, à cause des bidouillages généalogiques et des mariages anoblissants, organisés pour l'occasion.

#### Les grandes ordonnances
Colbert reste 22 ans au pouvoir, il tentera toutes ces années, par une refonte et une mise à jour en profondeur de la législation et des codes de procédures du royaume, d'irriguer le pays de son influence, et cela au-delà des frontières des coutumes et privilèges.
- Le Code Louis : Il doit unifier les procédures civiles à tous les Parlements et clarifier, simplifier, rationaliser les démarches judiciaires.
- L'Ordonnance des Eaux et Forêts : Par des mesures visant à préserver les forêts du royaume en les associant au domaine royal, celui-ci s'agrandit considérablement à partir de 1669, date à laquelle l'ordonnance est signée, ce qui représente aussi une certaine somme d'argent. C'est dans le cadre de ce projet que dès 1661, Colbert récupère le gouvernement anciennement possédé par le Chancelier du département des Bois.
- La Grande Ordonnance de la marine : À partir de 1676, Colbert met en place tout un tas de mesures pour assurer la gestion des mers et rivages (police maritime et portuaire, organisation des chantiers navals…), mais le gros du succès de Colbert est d'avoir mis sur pied une flotte guerrière digne de ce nom et capable de rivaliser avec les marines de plus grands (Angleterre et Pays-Bas). C'est dans le cadre de ce projet que dès 1669, Colbert récupère le gouvernement anciennement possédé par le de Lionne du département de la Marine.
- Le Code noir : Il concerne, lui, tous les aspects de la vie des esclaves. N'est pas abolie la question (=torture), en ce qui les concerne, bien au contraire puisque les châtiments corporels allant jusqu'à la mort, sont conseillés à titre d'exemples pour les autres. L'esclave au XVIIe en France, n'est pas considéré comme un Homme, mais comme un objet, un bien.

### Les moyens de la prépondérance

#### La diplomatie
D'abord confiée à des ambassadeurs extraordinaires, hauts nobles souvent chefs de guerre victorieux, elle devient progressivement le fait de grands commis spécialisés. La diplomatie nécessite alors toute une série d'émissaires, d'espions et de diplomates de carrière, et nécessite des sommes considérables en subventions. Les grands négociateurs du XVIIe siècle sont de toute évidence Mazarin, puis Louis XIV lui-même, qui est aidé des secrétaires d'État aux Étrangers (dans l'ordre de leur succession, du plus ancien au plus moderne : de Lionne, Pomponne, Colbert de Croissy (le frère de Colbert), Colbert de Torcy (le fils de Colbert de Croissy, marié à la fille de Pomponne).

#### L'armée
Le Tellier jusqu'en 1672, puis Louvois jusqu'en 1691, créent une véritable armée moderne. Depuis la disparition du statut de colonel général d'infanterie, le roi a un contrôle bien plus important de son armée. Pour grossir les rangs français, Louvois crée en 1668 une armée de réserve, composé d'un homme par paroisse, d'abord désigné puis à partir de 1691, tiré au sort. Petit à petit, on passe aussi d'une guerre de mouvement, à une guerre de siège. Pour en finir avec tous les problèmes de logement des soldats, Louvois et Vauban entament le travail de longue haleine de construction de nombreuses casernes. Pour accueillir blessés et mutilés, Libéral Bruant fait construire en 1674, l'hôtel des Invalides. Un problème qui ne se résout qu'au jour le jour, c'est la constante reconstruction des places fortes situées sur les frontières, constamment exposées aux attaques, cependant Vauban s'emploiera à dresser citadelles, fortifications et villes-nouvelles, pour parer au problème.

#### La marine

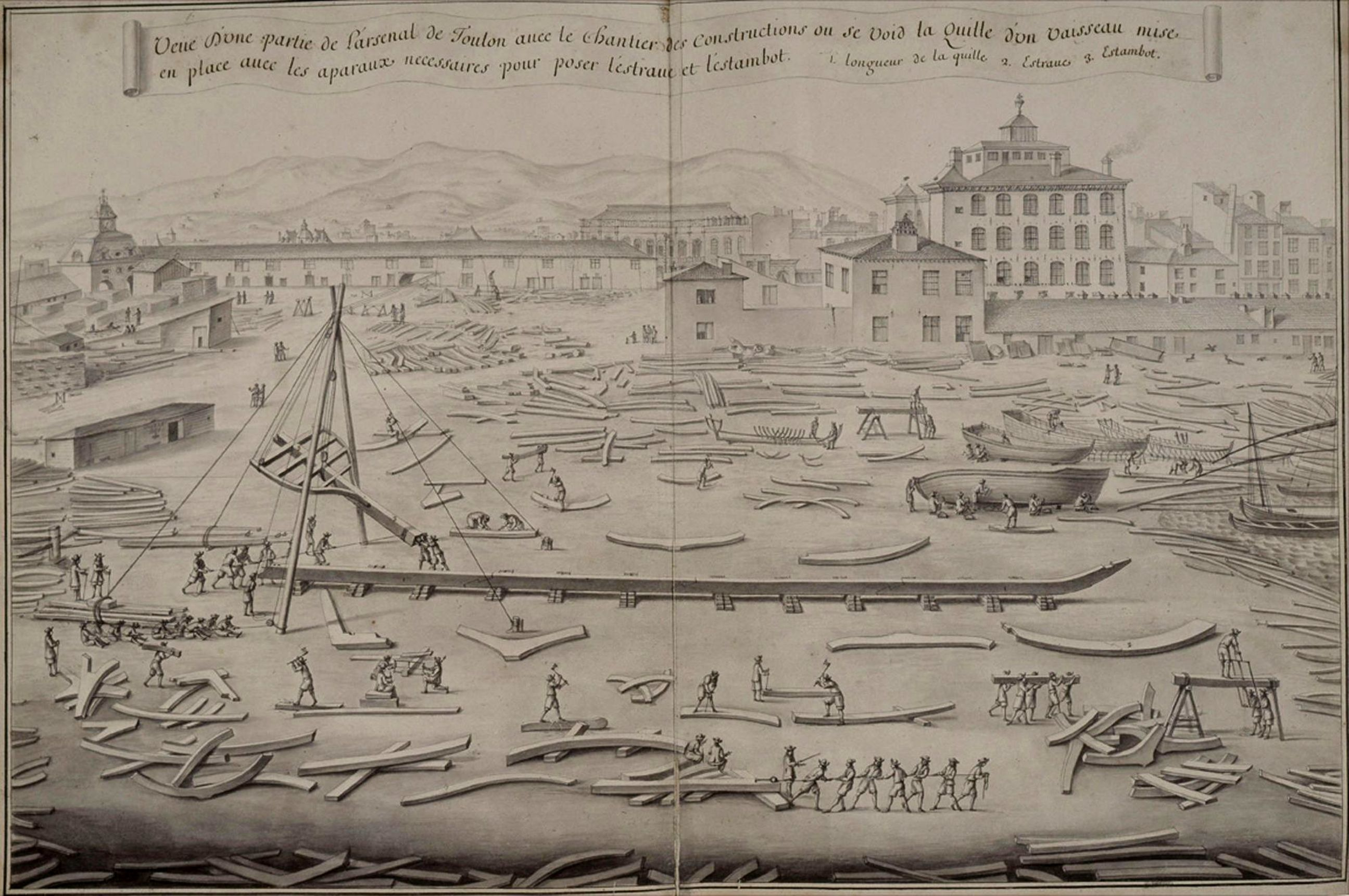
L’arsenal de Toulon vers 1670. (Album de Colbert).

Elle est complètement négligée sous Henri IV, Richelieu fournit les premiers efforts, mais l'embauche de matelots est difficile et un peu anarchique, Mazarin, lui ne peut s'y consacrer trop occupé par les conflits extérieurs, Colbert en revanche va, avec son fils le marquis de Seignelay, à partir de 1676, doter la France d'une véritable marine de guerre. Les arsenaux royaux sont à Dunkerque, Le Havre, Brest, Lorient et Rochefort, Marseille, Toulon. Sont développées les industries annexes.
Pour pallier le problème du recrutement, Colbert met en place un service militaire rotatif qui fonctionne sur quatre groupes, c'est l'Inscription maritime. Bien sûr, ce système n'est pas très bien ressenti. Aussi Colbert promet de nombreux avantages, pour ceux qui viennent de l'étranger est offerte automatiquement la nationalité française par exemple.

### La direction de l'économie

#### Les principes de l'action
Trois principes fondamentaux de l'enrichissement du royaume
- la tractation d'un maximum de métal, matière première phare de l'époque
- ce qui entraîne un développement du commerce international
- ce qui entraîne une croissance des barrières douanières pour protéger l'économie de son pays

Colbert s'illustre dans ces trois domaines pendant sa période de gouvernement. Dans l'idée de centraliser le pouvoir, Colbert commande sans cesse des cartes spécialisées des provinces et exige des rapports des gouverneurs, qui lorsqu'ils sont trop longs à réagir voient venir une assemblée de commissaires chargés d'enquête. Ces recherches portent sur tous les domaines : démographique, militaire, économique, social, mais aussi religieux. Le but est d'avoir un regard concret sur le royaume pour prendre des mesures fructueuses, aussi bien à l'échelle régionale que nationale.

#### Dynamiser l'artisanat
A lieu une division géographique du travail : dans les campagnes les activités de base, et dans les villes les travaux de finition. Le marchand y trouve son compte car la main-d'œuvre rurale est moins chère, moins organisée (syndicats) et moins frondeuse que celle de la ville. Pour améliorer l'artisanat et sa vente à l'étranger, trois méthodes sont appliquées en même temps :
- améliorer la qualité, en rédigeant des règlements et en déléguant des équipes d'enquêtes pour vérifier qu'ils sont appliqués dans les manufactures, mais cela ne porte que très lentement ses fruits.
- créer de nouvelles entreprises largement aidées financièrement par l'État, en tant que sponsor, mais aussi comme acheteur, c'est le cas pour la compagnie des glaces de Saint-Gobain.
- aller soudoyer de la main-d'œuvre à l'étranger.

#### Aider le commerce intérieur
Il se fonde essentiellement sur les cultures de céréales, bases de l'alimentation du royaume : froment, sarrasin, maïs (importé d'Amérique du Nord). Mais le vrai problème se trouve dans les voies de communication, trop désuètes pour les lourdes charges à transporter. Les liens commerciaux sont faibles, même entre deux villes proches. La seule solution est la longue création de canaux artificiels. L'un des plus impressionnants est celui qui relie Atlantique et Méditerranée, au Sud-Ouest de la France, administré par Riquet et construit entre 1642 et 1681, long de 250 km, il évite à présent de contourner l'Espagne pour circuler. Là où les Français sont des amateurs de cabotage, ce sont les Anglais les professionnels des longs voyages internationaux.

#### Développer le commerce extérieur

##### La présence française en Amérique du Nord

La Nouvelle-France, en Amérique du Nord, vers 1700- 1710.

Cela n'empêche pas les Français d'être présents à l'étranger, en Inde et en Amérique du Nord. On les trouve notamment dans ce qui s'appelle alors la Nouvelle-France, ancêtre du Canada et surtout du Québec, sans oublier l'Acadie et davantage. Car cet empire pénètre le continent jusqu'en Louisiane, nommée ainsi en honneur de Louis XIV. Cavelier de la Salle part de Montréal et découvre l'embouchure du Mississippi ; La Vérendrye les Rocheuses. Le Sieur de Cadillac fonde le Fort du Détroit, embryon de Détroit, Michigan. Pour accroître cette population de marins et de soldats, et de « coureurs des bois », Colbert fait envoyer à Montréal un millier d'orphelines : les « filles du roi ». D'ailleurs sur le continent américain (dont l'extrême Nord est découvert par Jacques Cartier en 1534), grandit jusqu'en 1682, en passant par les Grands Lacs, « les Illinois », le fleuve Mississippi, et s'étalant jusqu'au Golfe du Mexique avec la fondation de la Louisiane au début du XVIIIe siècle. En y rajoutant la Guadeloupe, la Martinique et Saint-Domingue, les Français ont en Amérique du Nord un territoire bien plus considérable que les Anglais.
Leur empire de Nouvelle-France est étroitement lié aux peuples amérindiens de l'intérieur, partenaires commerciaux et alliés militaires, que les Treize Colonies devenues États-Unis repousseront bientôt. C'est pourquoi le chef Pontiac soulève la région de Détroit en 1763 pour refuser la Conquête anglaise et la cession qui s'ensuit au Traité de Paris, qui met un terme à la Guerre de Sept Ans et aux Empires français des Indes et d'Amérique du Nord.

##### Les grandes compagnies
Elles sont une initiative de Richelieu mises en application avec plus ou moins de succès par Colbert. Sont créées en 1664, en 1665, en 1669 et 1670 les Compagnies françaises des Indes occidentales (îles et Canada), des Indes orientales (Extrême-Orient), du Nord (commerce avec la zone Baltique) et du Levant (Asie).

##### La guerre des tarifs
Elle est franco-hollandaise. C'est en fait une escalade concurrentielle des taxes douanières dans les deux pays, qui atteint des sommets considérables. Cette guerre économique est le premier pas d'une lutte qui mène à la guerre ouverte en 1672.

### Le contrôle de la société

#### Les hommes du roi dans les provinces
Contrôler, tel est le maître mot de la politique, et pour ce faire, il faut être informé et obéi jusqu'au fond des provinces. Deux objectifs :
- maîtriser la noblesse ambitieuse, à la Cour, comme à la guerre, pour éviter qu'elle ne fasse des vagues comme celles de la Fronde.
- enraciner, dans chaque province, un administrateur qui soit un « homme du roi ».

Dans ce but est créé en 1634 (mais il faut attendre 1643 pour que son rôle soit clairement défini) une nouvelle charge, celle d'intendant de justice, police et finances. Son rôle est considérable, tellement qu'il faut bientôt l'assister de subdélégués. Cependant les postes mettent du temps à être distribués, et aucun n'est nommé durant toute la période de la Fronde.

#### La noblesse dans l'État
Louis XIV a cette originalité de vouloir faire de la noblesse un outil du pouvoir, écrasant son devoir de révolte, l'écartant sauf rares exceptions (Beauvilliers et Villeroy au Conseil d'en haut) du Conseil et donc du pouvoir souverain, mais rétablissant leur place dans l'armée, dans l'administration, et la gestion des provinces.

#### La noblesse à la cour

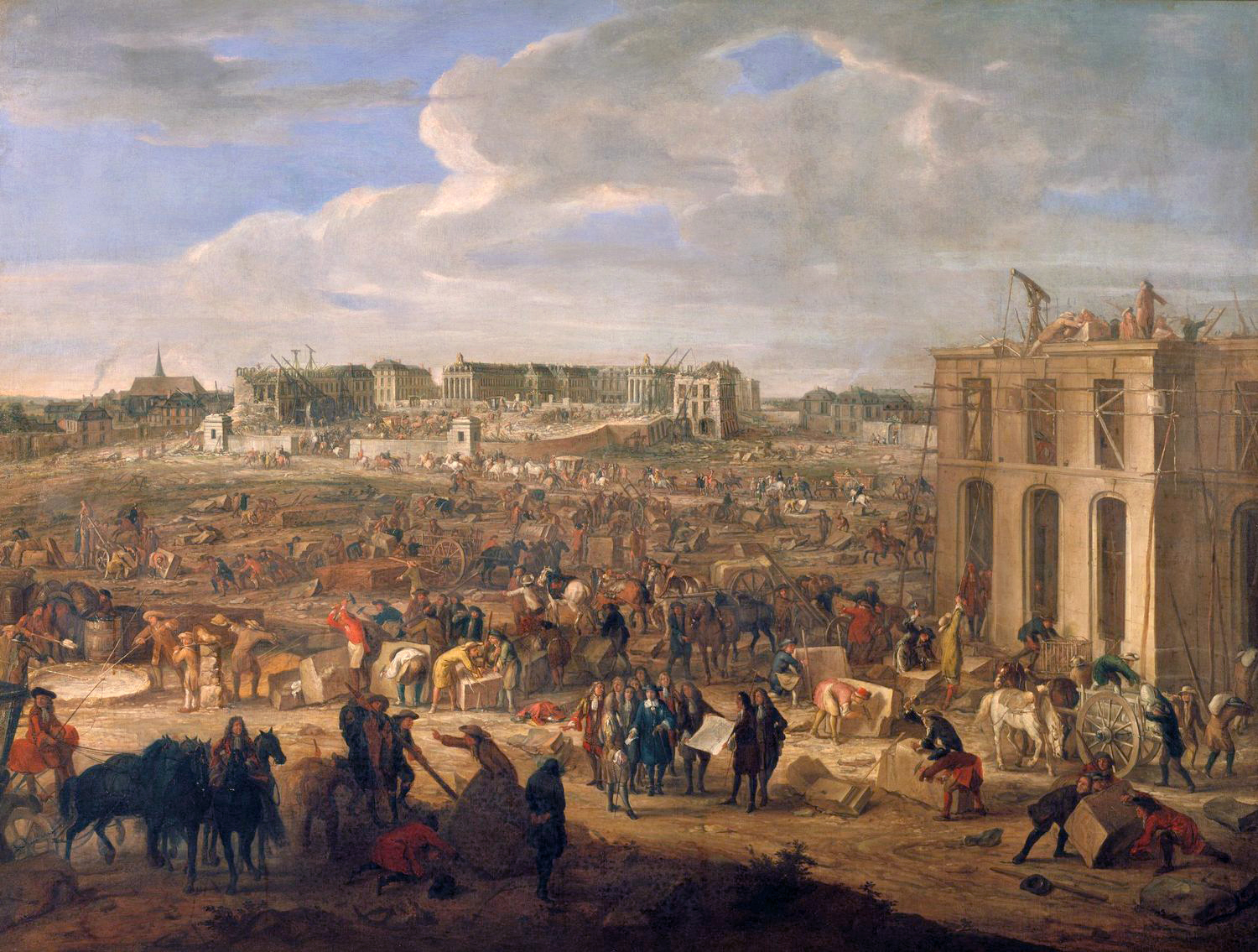
Le château de Versailles en construction en 1669.

Louis XIV vit essentiellement à Versailles de 1661 à 1666, (voyages à Fontainebleau, Île-de-France et Saint-Germain-en-Laye), puis vient habiter à Saint-Germain après la mort d'Anne d'Autriche jusqu'en 1682. Qu'il soit dans un endroit, dans un autre, ou même à la guerre, sa Cour le suit partout (légèrement plus restreinte à la guerre). Elle se compose de 10 000 personnes qui mangent réellement dans la main du roi. C'est d'ailleurs dans cet objectif que Louis XIV non seulement concède de ne jamais être seul, mais fait de plus de chaque élément de son quotidien un acte public (pour sa Cour), il offre des privilèges infimes (tenir le chandelier, discuter avec le roi lorsqu'il est sur sa chaise percée) à ses nobles pour qui cela représente énormément. En cela il réussit à garder près de lui et sous son contrôle cette masse frondeuse, obnubilée dès lors par le désir de faire plaisir au roi. Dans cette microsociété, le roi est tout entier personne publique. Cependant, il faut bien se rendre compte que c'est un sacrifice que fait Louis XIV et qu'il s'astreint à une vie de contraintes par ce geste. Mais cela fonctionne presque : reste seul et indéfectible boudeur, Condé qui préfère s'enfermer à Chantilly, où il reçoit tous les artistes rejetés et condamnés (pour outrages au roi par exemple), mais ne se révoltera plus pour autant.

#### La noblesse dans les provinces
Il est bien évident que le roi ne gouverne pas contre sa noblesse, mais avec elle. Dans les provinces l'autorité est restée seigneuriale. Domination et protection y sont intimement mêlées depuis des temps immémoriaux. Dans la province profonde, le roi, la cour et même les hommes du roi, sont loin, très loin. Dans cette France, où 80 % des habitants vivent de la terre, les croyances, les savoirs, et la vie quotidienne et son lot de bonheurs et de misères semblent immobiles. La religion du progrès ne pénétrera que lentement le royaume au siècle suivant.
Mais le roi veut contrôler sa noblesse en province, et plus particulièrement ses abus. il crée donc un tribunal d'exception, destiné à juger, entre autres, les gentilshommes oppresseurs.

#### Les bornes du pouvoir
Il faut se souvenir de trois grands domaines où le pouvoir atteint ses limites.
- Dans la communication : À cause de limites autant physiques (dû à de mauvais moyens de communications) que mentales (distance entre une élite rationalisatrice et un peuple superstitieux, qui plus est vit au jour le jour)
- À propos des pauvres, des handicapés, des fous, des prostituées, dont le nombre croît durant toute la Fronde et que le roi se représente comme une « classe dangereuse » ; C'est la raison essentielle de la construction de l'hôpital général, à Paris, en 1656, qui joue le double rôle d'asile (positif) et de voile (négatif) à la misère française.
- En ce qui concerne les mœurs, par une législation un peu particulière (répression des jurons, interdiction des duels), le roi rêve d'une action omniprésente de l'État royal, sans grands résultats.

## Louis XIV et l'Europe (1661-1685)

### Le plus grand prince de l'Europe

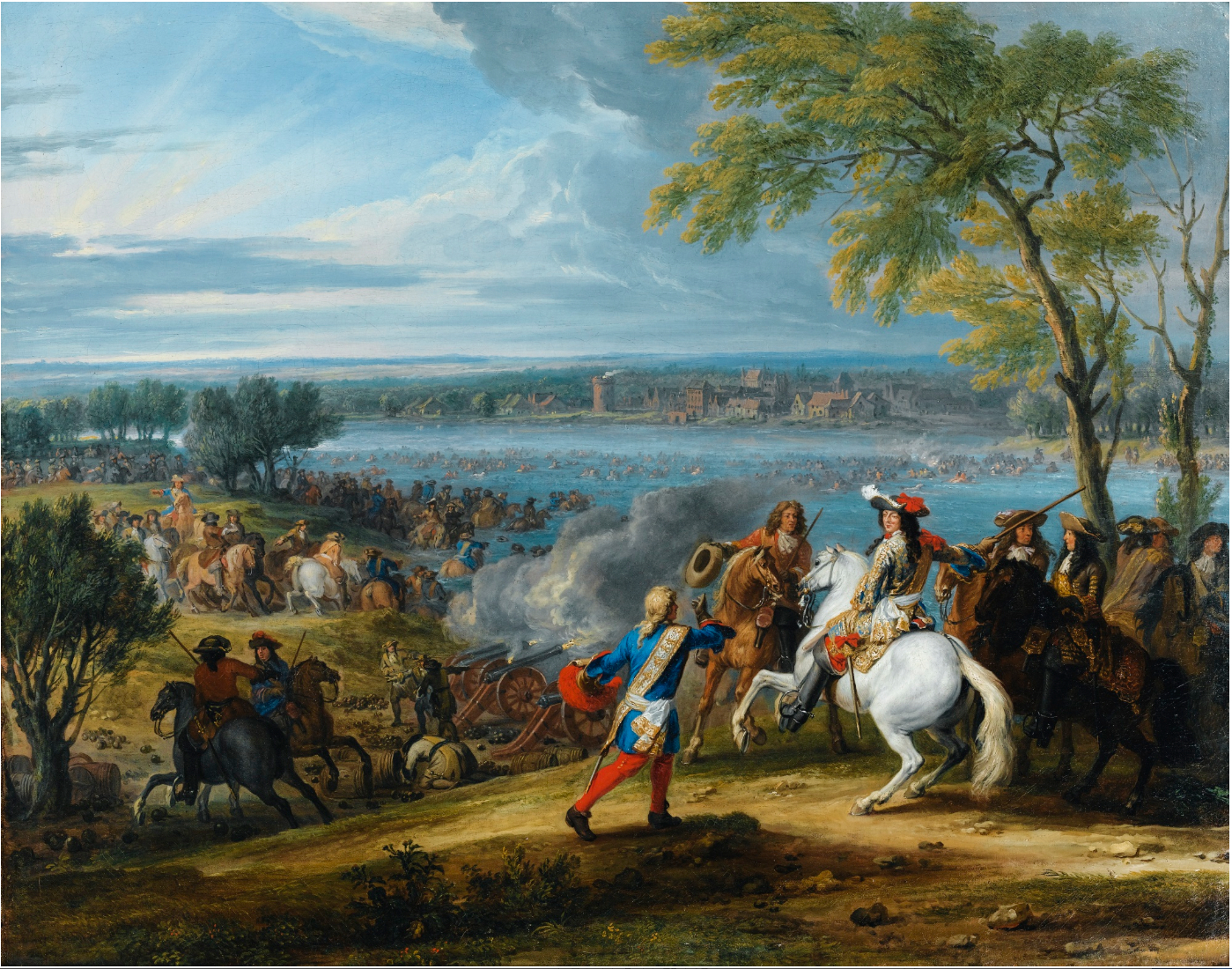
L’armée française franchissant le Rhin en 1672 sous les yeux du roi.

Louis XIV a lui-même choisi sa devise : « Nec pluribus impar », ce qui signifie « non égal à plusieurs », c'est-à-dire « supérieur à tous ». C'est un programme, une ambition pour le jeune roi, qui décide de gouverner seul. Louis XIV a une haute image de sa « gloire », et il sait qu'il ne peut la maintenir plus efficacement que « dans le choc des armes ».

#### Le roi de guerre
En 1661, le royaume semble prêt à entrer dans une grande ère de paix (fin des conflits espagnols scellé par le mariage du roi), pourtant Louis XIV connaît dans toute sa période de règne personnel 37 ans de guerre. Au XVIIe siècle l'esprit chevaleresque du Moyen Âge est loin d'avoir disparu chez les nobles. Les duels en font partie, les cadets ne cessent de grossir les rangs des armées royales. Louis XIV veut porter sa gloire au même niveau que ses prédécesseurs, sinon plus haut. Il portait à son père une immense admiration pour « le choix de l'honneur » qu'il avait su faire en se lançant dans la guerre de Trente Ans en 1630. L'honneur est une de ces valeurs fondatrices qui ne trouve jamais mieux à s'exercer que sur les champs de bataille.
Depuis la fin de la guerre de Trente Ans justement, la France pour assurer sa suprématie en Europe, au moins de réputation, veut s'imposer par la force et se vexe devant quiconque pourrait la contredire, c'est le cas à deux reprises lorsqu'au cours de dîners internationaux, les nobles français n'obtiennent pas la préséance, c'est-à-dire le droit de s'asseoir en premier à table. Pour ce simple symbole, ces mêmes nobles tirent les armes et n'hésitent pas à s'entretuer en duels. Lorsque dans une dispute banale, dans un embouteillage à Rome, un valet de l'ambassadeur de France dans la ville est tué, l'incident est amplifié et prend des proportions considérables, le roi veut qu'on le respecte partout.

#### Les objectifs
Même si la paix avec les Habsbourg d'Allemagne est signée par les traités de Westphalie, et celle avec les Espagnols par la paix des Pyrénées, le royaume n'est pas complètement à l'abri. De plus en plus, il se trouve encerclé par les Habsbourg. D'un autre côté les conquêtes dans le continent américain faussent un peu l'idée de frontières à l'époque, s'y ajoute un méli-mélo enchevêtré de circonscriptions royales et seigneuriales, qui coïncident rarement, sans compter, plus gênant que tout le reste, le fait qu'au sein même de l'État (particulièrement au Nord et à l'Est où les frontières ressemblent à du gruyère) existent des places fortes tenues par des nations étrangères. Il faut, pour assurer une ceinture de fer autour du royaume reconquérir des terres dans ces régions du Nord et de l'Est, cette conquête se fait essentiellement sur des échanges de places avec le voisin. Le roi fait ainsi son « pré carré », comme l'avait proposé Vauban, d'abord en prenant des places militaires importantes, ensuite en les liant et les unissant entre elles. Le roi a renforcé la défense entre le Nord et Paris, il peut maintenant détruire les murs pour construire des portes et des arcs de triomphe.

### L'expansion française

#### La succession d'Espagne

##### La succession de Philippe IV
Nous l'avons déjà cité pour les problèmes qu'elle pose. Le roi espagnol Philippe IV se fait vieux et doit bientôt s'éteindre laissant derrière lui un fils unique très malade et deux filles, l'une mariée à Louis XIV roi de France, l'autre à Léopold II empereur des Habsbourg d'Allemagne, deux des plus grands hommes d'Europe à cette époque. Seulement Philippe IV, jette son dévolu sur Léopold pour lui succéder, si lui et son fils venaient à disparaître. Louis XIV s'empresse de publier des articles où il espère convaincre l'opinion et le gouvernement que le royaume revient à sa femme, donc à lui. Mais les Espagnols répliquent et démontent ses propos. Tout cela à la mort de Philippe IV mais avant celle de son fils Charles II. À l'époque, les Provinces-Unies protestantes, alliées à la France sont en guerre contre l'Angleterre. De Lionne conseille alors au roi de ne rien tenter quant à la succession de l'Espagne avant que le conflit entre les deux géants de la marine ne soit calmé. Le roi a racheté dernièrement Dunkerque à Charles II Stuart (roi d'Angleterre, à ne pas confondre avec Charles II tout court, roi espagnol à la même époque), cela ne veut pas dire qu'elle est son alliée, il soutient au contraire les Hollandais (habitants des Provinces-Unies). Puis ce sont les Espagnols, qui rentrent dans le conflit contre les Provinces-Unies, alliés aux Allemands. Les Hollandais appellent la France à l'aide, le conflit est devenu international. Les armées françaises et hollandaises arrivent assez bien à s'imposer, des pourparlers sont lancés et la paix de Breda signée en 1667.

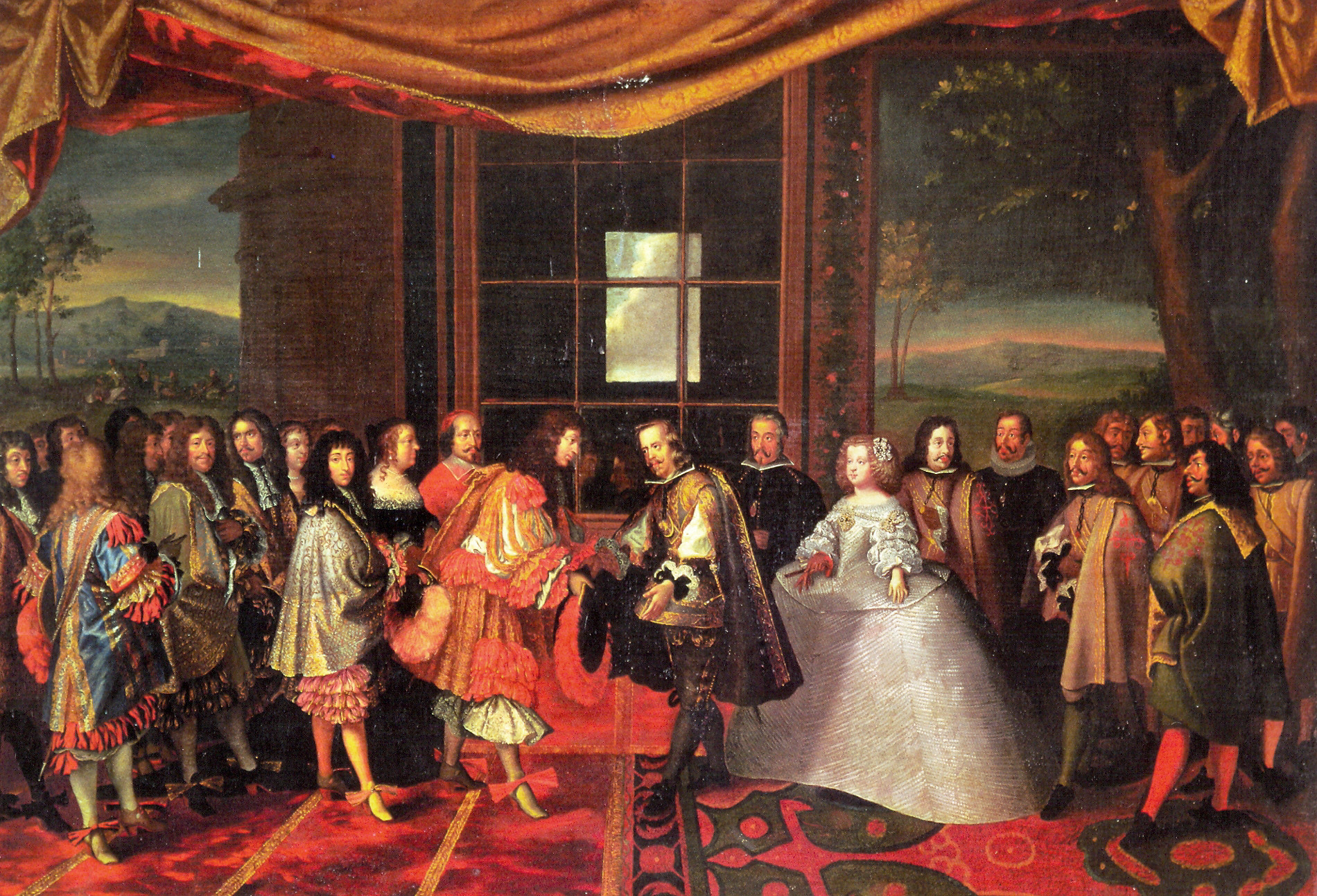
Entrevue de Louis XIV et de Philippe IV dans l'île des Faisans en 1659. On distingue la fille de Philippe IV, future reine de France, derrière lui.

Une fois cette paix signée, le champ est de nouveau libre aux Pays-Bas pour Louis XIV qui s'empresse d'attaquer et conquiert une zone considérable au Nord. La régente espagnole à Madrid et l'empereur allemand n'ont pas tenté de défendre le territoire du gouverneur des Pays-Bas Fuentes, qui se trouve démuni.

##### Le traité de Grémonville (1668)
Louis XIV parvient à faire signer secrètement ce traité à l'empereur allemand en 1668, qui organise une division en deux part du territoire espagnol, une part pour le Saint-Empire romain germanique (Milanais, Espagne, Indes), une autre pour la France (Pays-Bas, Franche-Comté, Navarre, Naples, Sicile, présides marocains et Philippines). Outre les possessions lointaines, la France va enfin pouvoir consolider ses frontières. Pour parfaire ces conquêtes et imposer à l’Espagne ce plan de partage de la succession, le roi envoie Condé mener plusieurs conquêtes dont il sort victorieux en s'emparant de la Franche-Comté.

##### La paix d'Aix-la-Chapelle (1668) et ses suites
Les Provinces-Unies, qui ne veulent pas avoir comme voisin immédiat le roi de France contre lequel elles seraient bien en peine de résister, s'entendent avec l'Angleterre (ancien ennemi), puis avec la Suède pour former une Triple Alliance. L'émotion suscitée en Europe et les réflexes d'autodéfense qui se font jour vis-à-vis des ambitions conquérantes de Louis XIV préfigurent les attitudes qui formeront les coalitions hostiles de la seconde moitié du règne. Pour ne pas déclencher une guerre générale, Louis XIV préfère traiter. La paix avec l'Espagne est signée à Aix-la-Chapelle en 1668 : la France évacue la Franche-Comté occupée pendant 6 mois, mais garde ses conquêtes aux Pays-Bas. S'ensuit une phase de négociation où Louis XIV maintient son influence en Allemagne, de Lionnes reconstruit les liens avec L'Angleterre, notamment autour d'une attaque secrète et coordonnée des Provinces-unies, Pomponne rétabli l'alliance France-Suède. C'est la fin de la Triple Alliance.

#### La guerre de Hollande (1672-1678)

##### Vers la guerre
On avait parlé d'une montée du conflit avec la compétition économique, la France décidée d'en passer aux armes. La France leur en veut notamment :
- d'avoir signé une paix séparée avec l'Espagne en 1648, faisant ainsi faux-bond à la France
- d'avoir monté la Triple Alliance en 1668 afin de freiner la France dans sa guerre de Dévolution.
- de façon atténuée, mais tout de même, d'être un État protestant. Louis XIV se distingue en effet de ses prédécesseurs pour être un fervent catholique.
- d'avoir développé un gouvernement oligarchique aux antipodes de l'absolutisme français
- d'user de sa liberté d'expression pour critiquer à outrance le roi français.

##### Les opérations

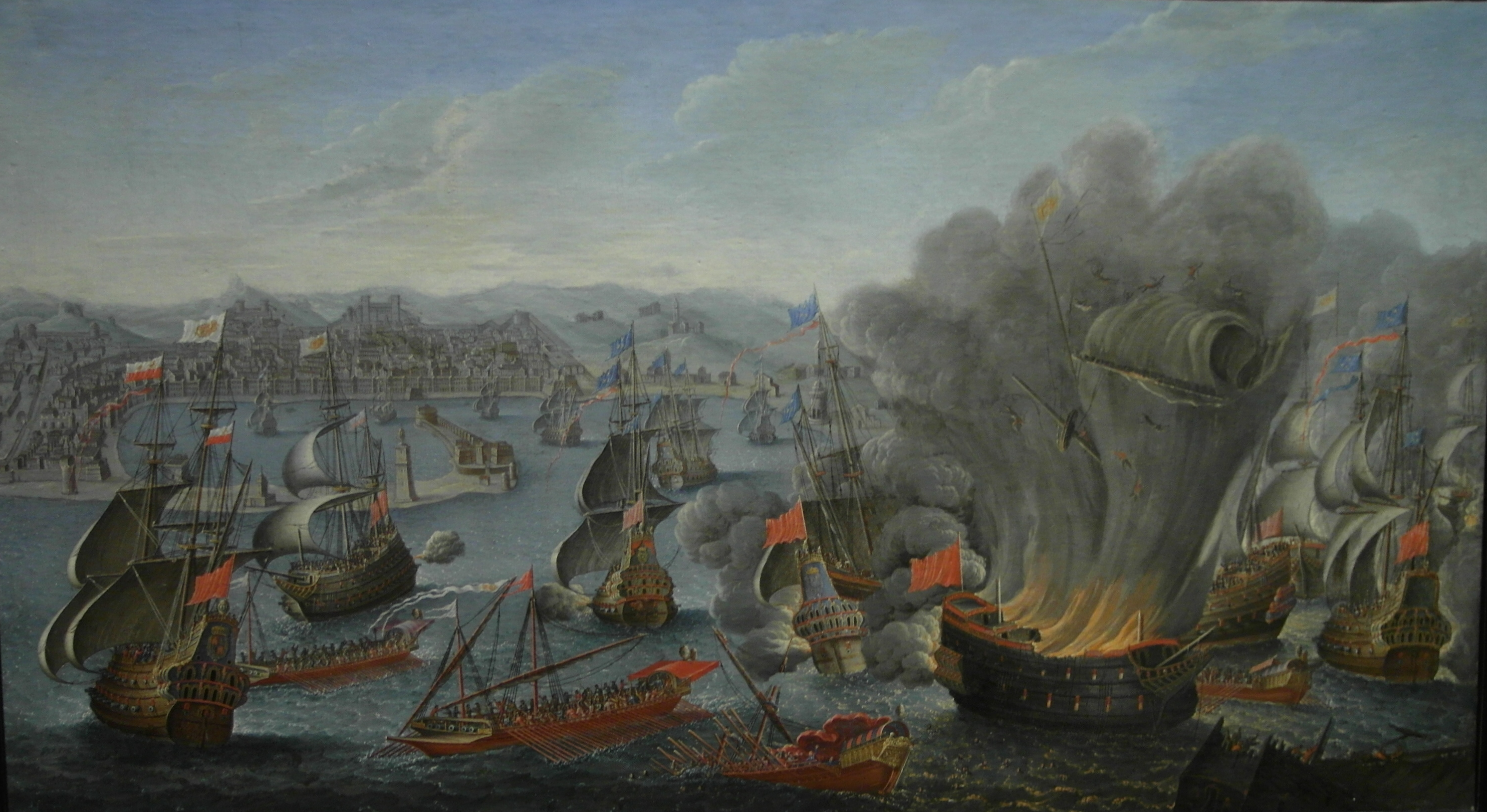
La bataille de Palerme, en 1676.

Elles sont commandées par Condé et Turenne. En 1672, à quelques jours d'écart, Angleterre puis France déclarent la guerre aux Provinces-Unies. Après un moment de découragement, la résistance hollandaise surprend, mais doit bientôt reculer et dans un acte désespéré, noyer des régions entières. Les force françaises sont obligés de stagner devant les inondations. Guillaume III au pouvoir dans les Provinces-Unies trouve bientôt dans Léopold Ier du Saint-Empire, Charles II d'Espagne ou le duc de Lorraine, récemment privé de ses terres à l'Est de la France par Louis XIV, des alliés. Charles II Stuart (Angleterre), signe une paix séparée en 1674, et va jusqu'à signer une alliance avec elles en 1677, lorsque la France entame des pourparlers après avoir victorieusement résisté contre la coalition européenne. Sur terre, Turenne marque les esprits lors de la campagne d'Alsace (1675) encore terre d'Empire et les armées françaises passent le Rhin à plusieurs reprises, obligeant même l'électeur de Brandebourg à faire la paix (1674). Turenne, lors d'une dernière tournée d'inspection à Salzbach, est emporté par un boulet de canon.
Sur mer, la jeune flotte française surprend ses adversaires hollandais et espagnols. Les Hollandais perdent leur meilleur amiral Ruyter en 1676 lors de la victoire française  à la bataille d'Agosta, près de Messine en Sicile. Au printemps 1678, alors que le congrès de Nimègue ne trouve pas d'issue, Louis XIV force les choses en menant une offensive surprise dans les Flandres. Il présente un ultimatum aux coalisés avec une date butoir pour conclure la paix. Les Hollandais et les Espagnols acceptent.

##### Lapaix de Nimègue(1678)

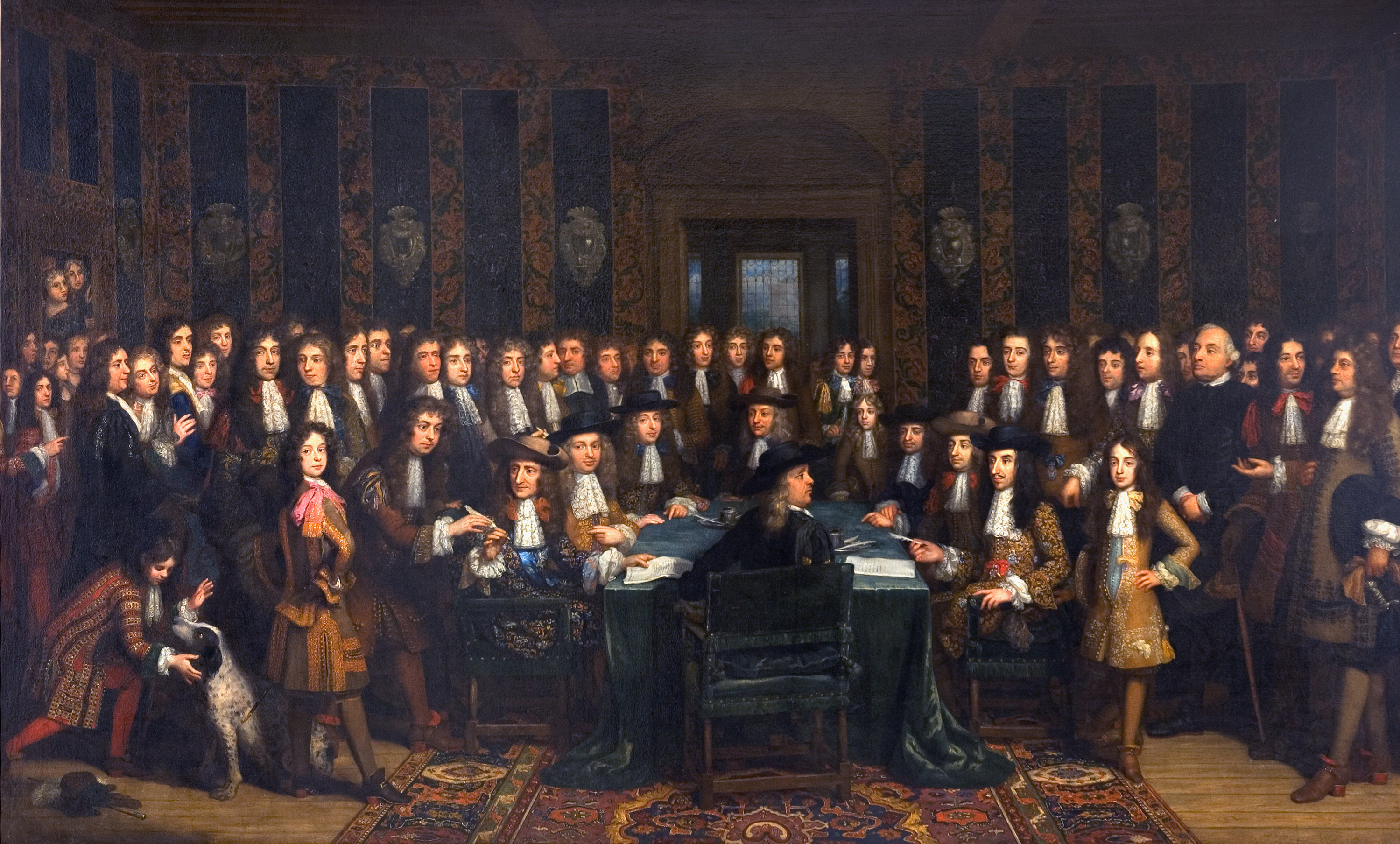
La signature de la paix de Nimègue, en 1678.

Louis XIV réussit à conclure avantageusement ce traité en 1678. Certes il fait tomber les barrières douanières lancées par Colbert et rouvre le commerce aux Hollandais, mais ceux-ci ne peuvent empêcher Louis XIV d'agrandir ses frontières du Nord de la France. Louis XIV annexe la Franche-Comté et tout cela aux dépens de l'Espagne. L'Empire Romain Germanique doit clarifier les droits cédés à Louis XIV concernant l'Alsace et la France maintient son occupation de Fribourg en Brisgau, de l'autre côté du Rhin. La France sort agrandie du conflit, aux dépens de l'Espagne, la grande perdante, et elle impose son arbitrage en Europe du Nord. Certes les Provinces-Unies ne sont pas écrasées, mais les frontières avec les Pays-Bas sont sensiblement régularisées, et c'est ce qui comptait au fond. Si la Hollande n'a pas été écrasée, les inondations et la guerre ont amorcé un certain recul économique. Face aux puissances européennes coalisées, la France n'a pas faibli, a démontré sa force et s'est agrandie. En 1679, la ville de Paris célèbre le triomphe de Louis XIV en lui décernant le titre de « Louis le Grand ».

##### Le premier prince d'Europe
Louis XIV s'illustre par une armée terrifiante et mobilisable dans les meilleurs délais. N'oublions pas l'œuvre considérable de Colbert en parallèle, pour faire rentrer de l'argent et construire une marine. La France est le pays le plus peuplé d'Europe (20 millions d'habitants). L'Allemagne se fractionne et se poussiérise. L'Espagne de Charles II (qui remarquons-le, n'est toujours pas mort), est dispersée en Europe. Le grand électeur, homme puissant passe du côté français. L'Angleterre appauvrie, devient dépendante des aides de la France. Et la France justement… Que fait-elle ? Et bien Louis XIV a à peine signée la paix de Nimègue, qu'elle se reprépare à l'attaque et a de nouvelles annexions.

##### La politique des «réunions»

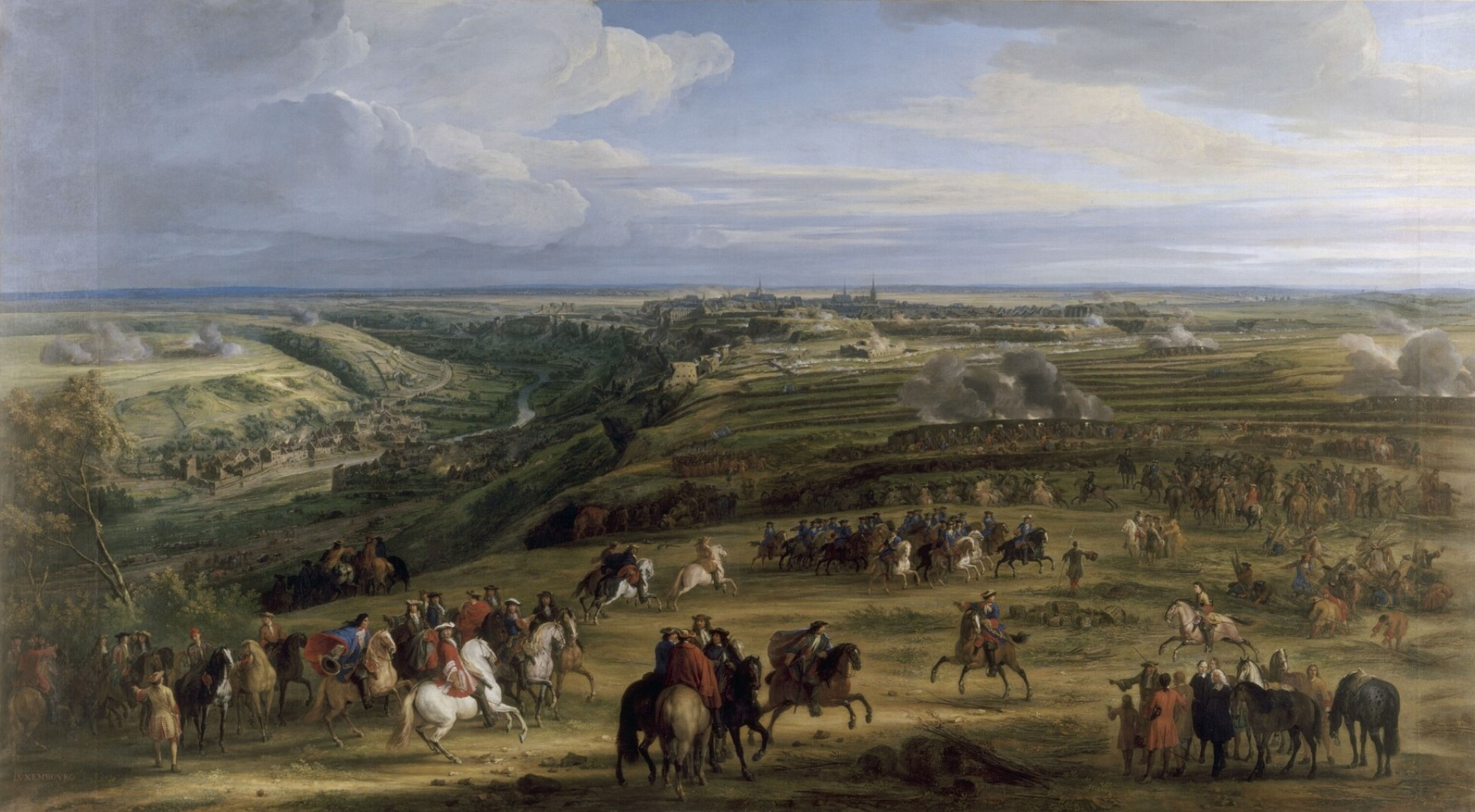
La prise de Luxembourg en 1684.

Les « réunions », ce sont les annexions par la force de villes, voire de région au royaume de France, si fréquentes sous Louis XIV, et qui ne manquent pas d'agacer les autres nations. Parmi elles, l'Allemagne de Léopold exige que cela cesse et lui soit rendues les villes prises. Louis XIV parvient à un compromis en 1684 à Ratisbonne, il obtient de garder les réunions pour une occupation de 20 ans. La majorité du territoire alsacien est alors réunie au royaume, ainsi que Strasbourg. En fait les territoires allemands réunis entre 1680 et 1684 et occupés militairement ne seront jamais rendus et seront annexés par la France en 1697 au traité de Ryswick. Un tout autre problème a été de franciser les coutumes des régions annexées pour en faire une zone homogène. Ce fut Colbert de Croissy, nommé aux affaires étrangères qui s'y est employé.

### Pouvoir et religion
Nous l'avons déjà dit le Grand Roi est un fervent catholique. Des contestations ont traversé cette période, essentiellement issues des élites nobles ou parlementaires. Trois affaires vont ainsi solliciter le roi et diviser l'opinion.

#### L'affaire de la régale
Du latin regalia, qui signifie pouvoir du roi, le droit de régale est l'ensemble des droits qu'avaient automatiquement le roi de France sur tout diocèse sans titulaire, c'est-à-dire dès que le siège se trouvait être vacant, c'est aussi ce qui permet au roi de nommer de nouveaux titulaires, de nouveaux évêques. Seulement la France se partage sur ce point, le Midi refusant de s'y soumettre, et cela depuis environ un siècle. Sous Henri IV, on ne disputa l'idée, elle resta floue sous Louis XIII, il en sera autrement sous Louis XIV, il impose aux parlements de tout le royaume son droit de régale en 1673. Le pape conteste cette décision. En réponse Le Tellier (le frère de Louvois) sous la protection du roi, réunit une assemblée extraordinaire du clergé de France et rédige la déclaration dite des « quatre articles » qui reste un exemple probant dans les thèses qu'il défend du basculement du royaume dans la religion gallicane (opposée à la religion des ultramontains). Il faut attendre la succession du pape pour que la dispute soit apaisée.

#### La querelle janséniste
Le mouvement janséniste part d'une querelle théologique à propos de la relecture de l’Augustinus (de saint Augustin) et de la proposition au pape de quatre thèses tirées de l'œuvre, pour aboutir à des différends politiques, dans lesquels s'implique Pascal en défenseur du jansénisme, avec ses Provinciales, condamnées ensuite à être brûlées sur la place de Grève. Louis XIV s'y confrontera aux résistances des religieuses de Port-Royal, qu'il est obligé de disperser dans la nature avant de détruire la célèbre abbaye. Un excès qui fait de ses religieuses des martyrs.

#### Louis XIV et les protestants

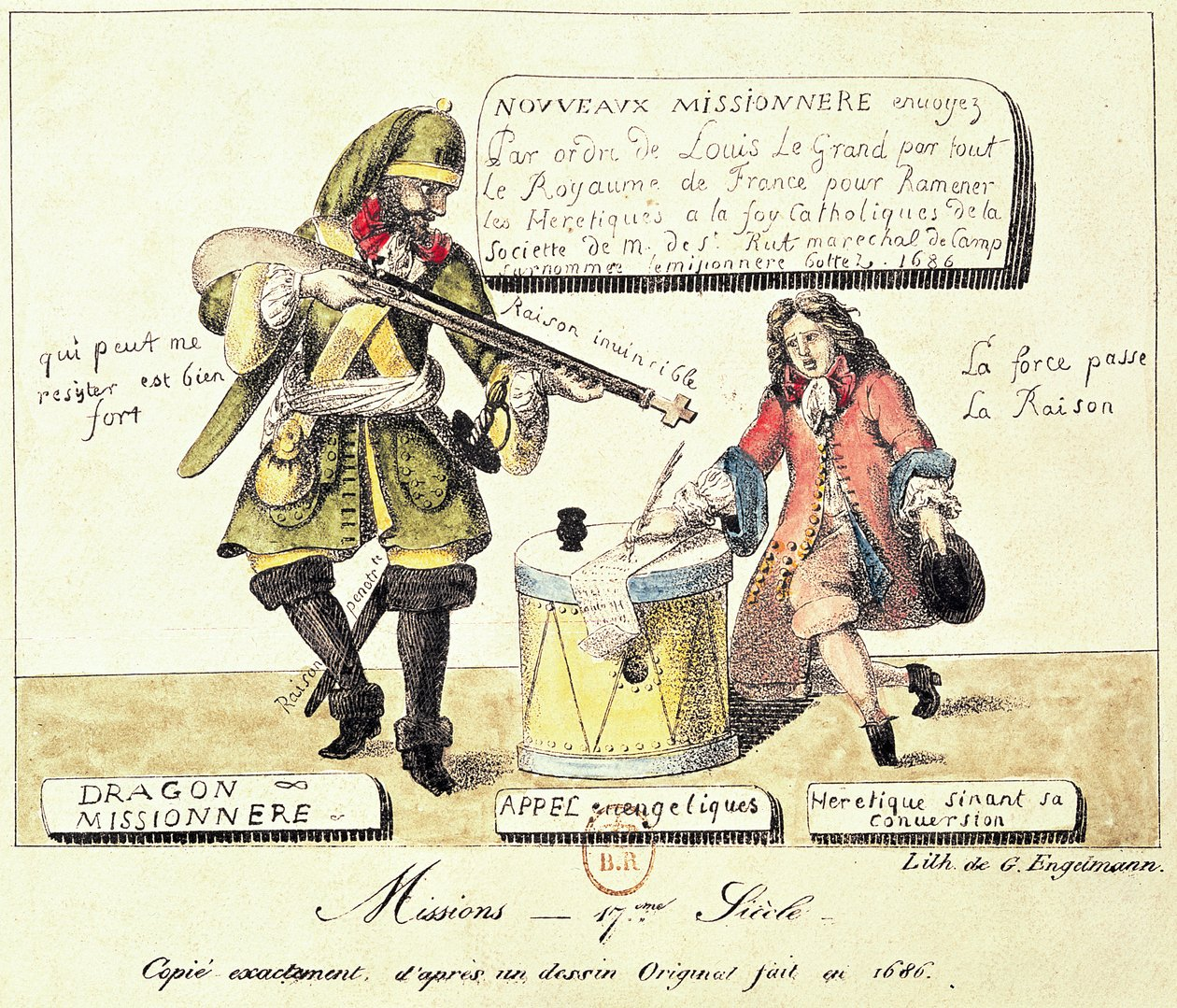
Le « dragon missionnaire » : Qui peut me résister est bien fort. Caricature d’époque dénonçant les dragonnades.

À la mort de Mazarin, les protestants en France étaient à peu près un million (soit environ 5 % de la population), et le bilan est positif. Le principal ministre fait le vœu qu'il en demeure ainsi, et malgré son devoir d'éradiquer l'hérésie, le jeune Louis XIV continue sur les traces d'une certaine « tolérance » (au sens de l'époque). De plus en plus mitigée tout de même puisque l'édit de Nantes est appliqué de façon de plus en plus stricte, et dès 1660, la religion protestante est décapitée. Le roi se montre ensuite changeant avec des édits restrictifs et favorables au protestantisme. Ces moyens n'ayant eu que peu d'effets sur la réduction du protestantisme, commence une véritable persécution à partir de 1681 : les « dragonnades » (persécution pratiquée comme moyen de conversion des protestants consistant à leur imposer le logement de gens de guerre jouissant en toute impunité de tous les droits et toutes les violences sur ceux qui les hébergeaient) sont lancées, et remportent un franc « succès ». Les conversions de façade s'ajoutant aux nombreuses migrations et aux rapports enjolivés des intendants, la thèse qui veut qu'il n'y ait plus de protestants en France, et que l'édit de Nantes ne serve donc plus à rien, gagne du terrain. Le roi prend ce prétexte le 18 octobre 1685 pour révoquer complètement l'édit de Nantes, en signant l'édit de Fontainebleau. Les protestants qui restent n'ont plus aucun droit, toute expression de leur culte est interdite (le culte personnel secret semble être toléré), les peines appliquées aux contrevenants vont de l'emprisonnement et aux confiscations à la peine de mort. À la cour, on chante les louanges du roi, ce nouveau Constantin, et l'on répète la phrase « une foi, une loi, un roi ».

## Le temps des épreuves (1685-1715)

### Louis XIV face à l'Europe

#### Le tournant du règne
Le milieu des années 1680 marque un tournant dans le règne. En 1683, Colbert et Marie-Thérèse meurent. Puis c'est au tour de Le Tellier, chancelier, (affaire de la régale) de disparaître en 1685. La même année, l'édit de Nantes est révoqué. Le roi est remarié depuis deux ans à Madame de Maintenon, mais il se fait vieux.
On a souvent tort de trop associer la signature de l'édit de Fontainebleau à une simple influence de la part de madame de Maintenon. Cette décision, s'avérera avec le temps, une erreur politique, et une volonté de plus d'asseoir la suprématie et le pouvoir absolu du roi en France. Mais il se comprend un peu quand on sait qu'il a été fondé par défaut par Henri IV, que sa longévité a déjà dépassé les espérances, qu'il est profondément anti-absolutisme, et qu'il est une exception française : dans toute l'Europe, aucun autre État (à part la Pologne) n'entretient légalement deux religions différentes. L'exode huguenot s'accélère : 1 % de la population, essentiellement des artisans et commerçants, va chercher refuge dans les pays limitrophes protestants de 1685 à 1730.

#### Les ambitions de Louis XIV à l'épreuve des faits (1684-1697)

##### L'Europe progressivement coalisée (1685-1689)
En conflit avec le Pape à propos de son droit de régale, Louis XIV va prétendre des droits de succession sur le Palatinat (région allemande situé au Nord de l'Alsace). Seulement la région est calviniste et en 1685 Louis XIV lutte clairement contre l'hérésie. Face à cela Léopold crée une nouvelle coalition qui regroupe Allemagne, Provinces-Unies, Suède. Un autre obstacle à Louis XIV, c'est le fait que l'Angleterre, en 1688, tombe aux mains de Guillaume III d'Orange, déjà stathouder (chef du pouvoir exécutif pour l'ensemble des Provinces-Unies) des Provinces-Unies et farouche opposant à Louis XIV depuis la guerre de Hollande (1672-1678). Jacques II Stuart (fils de Charles II Stuart), ancien roi d'Angleterre, va être chassé du trône et viendra se réfugier en France.

##### La Guerre de la Ligue d'Augsbourg (1688-1697)

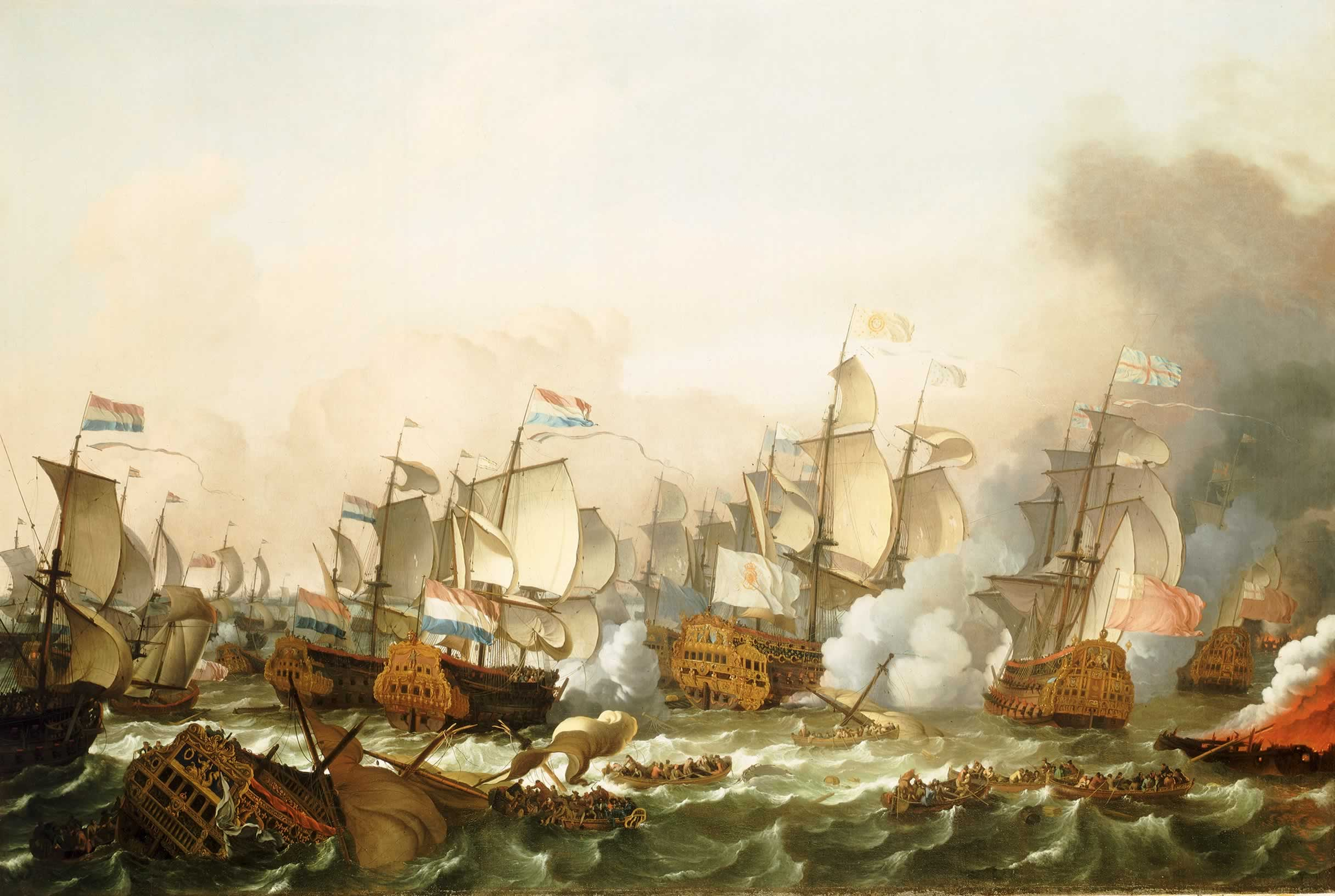
La bataille navale de Barfleur-La Hougue en 1692.

Les agrandissements territoriaux de la France entre 1643 et 1715.

La France veut prévenir la guerre avec la coalition en attaquant la première et en ravageant méthodiquement province allemande après province allemande. Mais l'atrocité de l'acte ne fait que provoquer irrémédiablement un conflit. Louis XIV, qui passe pour un guerrier sanguinaire aux yeux des princes allemands, se retrouve bientôt seul contre l'Europe coalisée.
La guerre est déclarée en 1690 : Tourville prend la tête des armées françaises. Les combats ont lieu sur mer de 1690 à 1692 et sur terre de 1690 à 1697. La guerre se joue dans un épuisement des adversaires : En France on connaît une grave crise économique due au temps qui tue les récoltes et aux maladies qui se propagent facilement (2 millions de morts, soit 10 % de la population), la misère touche tout le pays en 1693-1694).

##### L'adaptation fiscale de 1695: la capitation
Face aux difficultés financières, Louis XIV remplace en 1689, aux finances, Le Peletier par Pontchartrain. La situation du budget en 1694 est catastrophique, le plus important est de faire rentrer de l'argent pour nourrir la guerre, et les voies traditionnelles ne suffisent plus. Alors est proposée, en addition de la taille, la création d'un nouvel impôt direct : la capitation, qui ne se base plus cette fois sur les revenus mais sur le statut social. Plus facile à appliquer, mais aussi facteur d'injustice (un bourgeois pas si riche mais qui a obtenu son anoblissement devra payer cher ce nouveau statut). Mais surtout, cet impôt touche toute la population française : tiers état, noblesse comme clergé. Seulement le clergé en augmentant et en régularisant son Don Gratuit parvient à se libérer de cet impôt. Pour éviter une réunion des États Généraux et pour que l'idée semble venir d'en bas, le roi se débrouille pour que ce soit les provinces elles-mêmes qui proposent cet impôt. De 1695 à 1698, la capitation rapporte au trésor 22 à 23 millions de livres.
Pendant ce temps des négociations sont engagées pour régler le conflit, dans lesquelles Louis XIV se montre réaliste, et propose un vrai projet de paix, mais devant la haine et l'intransigeance de Guillaume III, celles-ci échouent.

##### La fin de la guerre de la Ligue d'Augsbourg: la paix de Ryswick (1697)
Grâce à la ceinture de fer, installée par Vauban, et qui lui a permis de ne jamais se faire envahir, et grâce à des victoires un peu partout en Europe, mais aussi en Amérique du Nord (près de Boston), la France peut peser dans les négociations. Celles-ci ont lieu en 1697 et débouchent sur le traité de Ryswick. Cette fois Louis XIV veut vraiment la paix, ses propositions sont réalistes et modérées, il a conscience que jamais les Provinces-Unies n'accepteront sa proximité immédiate, aussi il leur propose, à l'image de sa ceinture de fer, de créer une ligne de défense constituée de villes fortifiées aux garnisons hollandaises. Louis XIV reconnaît aussi symboliquement (c'est important), Guillaume III roi d'Angleterre. L'Espagne se voit restituer par Louis XIV les territoires occupés depuis 1684 (Trève de Ratisbonne). Louis XIV veut ménager l'opinion espagnole pour prévoir lorsque Charles II d'Espagne viendra à disparaitre. En revanche, le St Empire Germanique perd tout espoir de retrouver un jour les territoires occupés par Louis XIV (4/5 de l'Alsace et la Sarre) qui sont définitivement annexés à la France. Louis XIV obtient aussi une nouvelle colonie de l'Espagne avec St Domingue qui permettra à la France d'être le premier producteur mondial de sucre au XVIIIe siècle et qui enrichira considérablement les ports français de la façade Atlantique.
Derrière une certaine désillusion de la part de Louis XIV, le roi peut tout de même se vanter d'avoir assuré la défense de son pays pendant 7 ans de conflit, et d'avoir mis à bas cette nouvelle coalition.
Cependant un problème reste latent, et tout le monde est conscient qu'il relancera les conflits, il s'agit de la succession du trône d'Espagne, quand Charles II viendra à disparaître sans héritier.

### La mise au pas des oppositions

#### Les protestants
Ils subissent une persécution continue avant et après la révocation de l'édit de Nantes. Cela n'empêche pas certains réfractaires d'apparaître et de s'exprimer, d'abord par un refus des pratiques et coutumes uniquement catholiques (sacrements, messe, fêtes liturgiques), ensuite par l'exercice de pratiques purement protestantes. Des pasteurs, venus de Genève, n'hésitent pas à braver les lois royales, et cela malgré les persécutions, pour entretenir le culte protestant près des frontières. En 1702 apparaissent même les « camisards » qui mènent une redoutable guérilla contre les « dragons » du roi. Pour calmer la situation Louis XIV envoie le maréchal de Villars qui use de procédures plus clémentes et par la négociation parvient à un retour au calme en 1704. Le pouvoir ne peut que constater que le culte protestant n'est pas mort et continuera d'exister dans un cadre privé, même illégalement.

#### Les jansénistes

##### Premier temps
Le jansénisme est le second problème religieux en France, venant même avant celui du protestantisme. Le culte janséniste doit son nom à Jansen, évêque célèbre pour sa réinterprétation de l'œuvre intégrale de saint Augustin. C'est d'ailleurs cette réinterprétation publiée uniquement de façon posthume sous le nom d'Augustinus, qui donnera naissance au jansénisme. Pour les jansénistes, Le Salut et le Paradis ne dépendent pas de nos bonnes ou mauvaises actions sur Terre, ce serait d'un orgueil fou de croire que l'Homme a quelque influence sur Dieu, et sur ce genre de choses. Car le Tout-puissant contrôle tout, décide tout, nos histoires sont écrites à l'avance ; quant à l'Homme, ce n'est qu'un être vil et méprisable, si ridicule qu'il ne peut commettre aucune action réellement charitable aux yeux de Dieu. Le Salut existe bien, mais il ne sera accordé qu'à un petit nombre d'élus qui n'en ont pas conscience. Les jansénistes refusent catégoriquement la communion, considérant que l'Homme n'est presque jamais apte à recevoir le Christ tant son âme est si souvent noire. En quelque sorte là où les catholiques seraient les démocrates de la religion chrétienne, les jansénistes en seraient les aristocrates. Le jansénisme n'apparaît pas en France mais y est amené par l'abbé de Saint-Cyran, d'abord un protégé de Richelieu puis un ennemi de ce dernier, à partir du moment où le gouvernement devient anti-janséniste. À cette époque, apparaissent les « messieurs de Port-Royal » (jansénistes ne se revendiquant pas comme un vrai groupe, mais partageant les mêmes opinions), fondateurs des « Petites écoles » à l'enseignement exemplaire. La querelle janséniste d'abord théologique se teinte, dans son opposition au roi, de couleurs politiques. Saint-Cyran est d'ailleurs arrêté, le père Arnauld publie une œuvre janséniste nommé De la fréquente communion.
Puis vient la problématique des « Cinq propositions ». Les opposants au jansénisme interprètent l'œuvre de Jansen et en tirent cinq thèses jansénistes qu'ils considèrent comme hérétiques et irrecevables. Tant bien que mal, ils font porter l'affaire jusqu'à Rome où le pape confirme que ces thèses doivent être interdites, tout comme l’Augustinus. Pour une fois le roi et le pape sont d'accord, et Arnauld perd son poste à la Sorbonne, cependant les revendications sont nombreuses et il faut calmer les tensions. Les jansénistes ont beau avoir une relation différente, ils n'en aiment pas moins réellement leur pape et leur roi. Alors les jansénistes inventent la distinction du droit et du fait : « Oui ces thèses sont condamnables, c'est vrai » (droit), « Mais elles ont été inventées par leurs opposants (ou c'est une mauvaise interprétation) et ne figurent pas dans l’Augustinus »(fait). Pascal soutiendra la thèse janséniste dans son œuvre Les Provinciales, condamnée à son tour et brûlée en place de Grève. Cependant le pape et les jésuites finissent en 1668 par accepter la distinction de droit et de fait… pour un retour à la paix.

##### Deuxième temps
Le roi a fermé les yeux jusqu'en 1698. Port-Royal est resté un centre intellectuel, mais accueille de plus en plus d'anciens frondeurs et opposants à la politique royale. Le premier jansénisme, celui des religieuses et des Solitaires de Port-Royal s'efface, Arnauld s'est réfugié en Belgique en 1679. Cependant en se répandant jusqu'au fond des Provinces, une nouvelle génération est née, prête à reprendre le flambeau des discussions théologiques. Le père Quesnel en fait partie. Il publie une réinterprétation du Nouveau Testament et relance le conflit. Ainsi à partir de 1703, la persécution s'abat de nouveau sur les jansénistes : certains sont arrêtés ou enfermés, en 1708 le pape condamne Quesnel, et en 1713, le pape publie sa bulle Unigenitus écrite contre les jansénistes et source de nombreuses polémiques. De son côté le roi décida d'agir, même brutalement et ordonna la destruction complète de toute l'abbaye de Port-Royal en 1709. L'acte avait été préparé par l'éparpillement d'une partie de ces religieuses dans toute la France, mais pour les autres elles sont laissées à elles-mêmes, projetées à la face du Monde qu'elles n'ont plus vu depuis longtemps, cloîtrées dans leur enfermement. Même le cimetière sera supprimé un peu plus tard, de nouveau Louis XIV passe pour un tyran aux yeux d'une partie de la population, et il doit maintenant faire face à une protestation enragée.
Un autre fait notable, c'est le partage par le roi et par le pape, au cours de ces années, d'intérêts communs. La plupart du temps sans l'avouer, mais cela déboucha par exemple à la recherche contre nature pour Louis XIV d'un soutien à Rome.
Le jansénisme touchera encore longtemps la France sous Louis XIV, Louis XV et Louis XVI.

##### Les quiétistes
Ce troisième courant religieux qui marque la fin du règne de Louis XIV est porté par des personnalités remarquables. Venu d'Italie et introduit par Madame Guyon en 1680, le quiétisme est une doctrine mystique qui propose un itinéraire spirituel personnel, hors de l'encadrement officiel de l'Église, qui aboutit au pur amour de Dieu. Critiquée par Rome, la doctrine connaît cependant un certain succès en France. Quand le gouvernement s'en mêlera, Madame Guyon sera arrêtée et Fénelon, qui s'est illustré comme quiétiste sera privé de ses fonctions et condamné par Rome.

##### L'opposition politique à la cour
Parmi les milieux de la ville, surtout parmi les parlementaires et même à la cour autour du duc de Bourgogne (petit-fils direct de Louis XIV), les pensées politiques ont évolué. Quand, en 1711, meurt le Grand Dauphin (héritier direct de Louis XIV), son fils, le duc de Bourgogne, devient l'héritier d'un roi fort âgé. Il prévoit en premier lieu avec l'aide de Fenelon un rétablissement de la paix, ensuite une réduction des armées, une baisse des dépenses royales, une suppression de la taille, de la gabelle, de la capitation (toutes propositions complètement irréalisables), des états provinciaux généralisés, une Église épurée, et une noblesse restaurée dans son rôle au Conseil du roi plutôt qu'au champ de bataille, une réforme de la justice, une révolution commerciale, un rétablissement des états généraux prévus pour se réunir régulièrement tous les trois ans.
Il y a du chemin entre cette nouvelle idéologie politique et celle qu'applique Louis XIV, ce dernier ne manque de tourner ses foudres contre son petit-fils, qui meurt l’année suivante en 1712, laissant derrière lui un Fénelon bien impuissant.

## Littérature, arts, philosophie

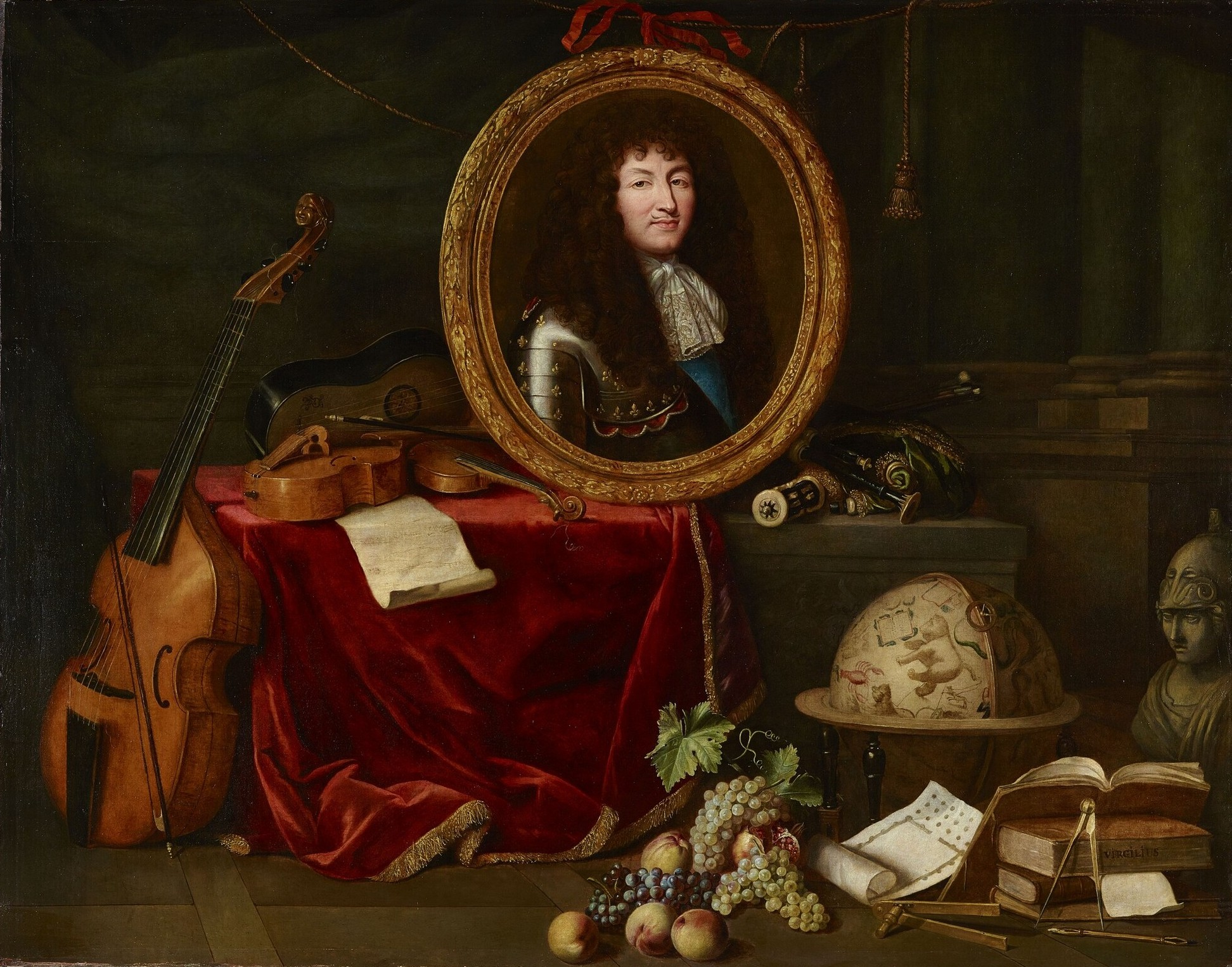
Tableau présentant Louis XIV en protecteur des arts et des sciences.

### Littérature

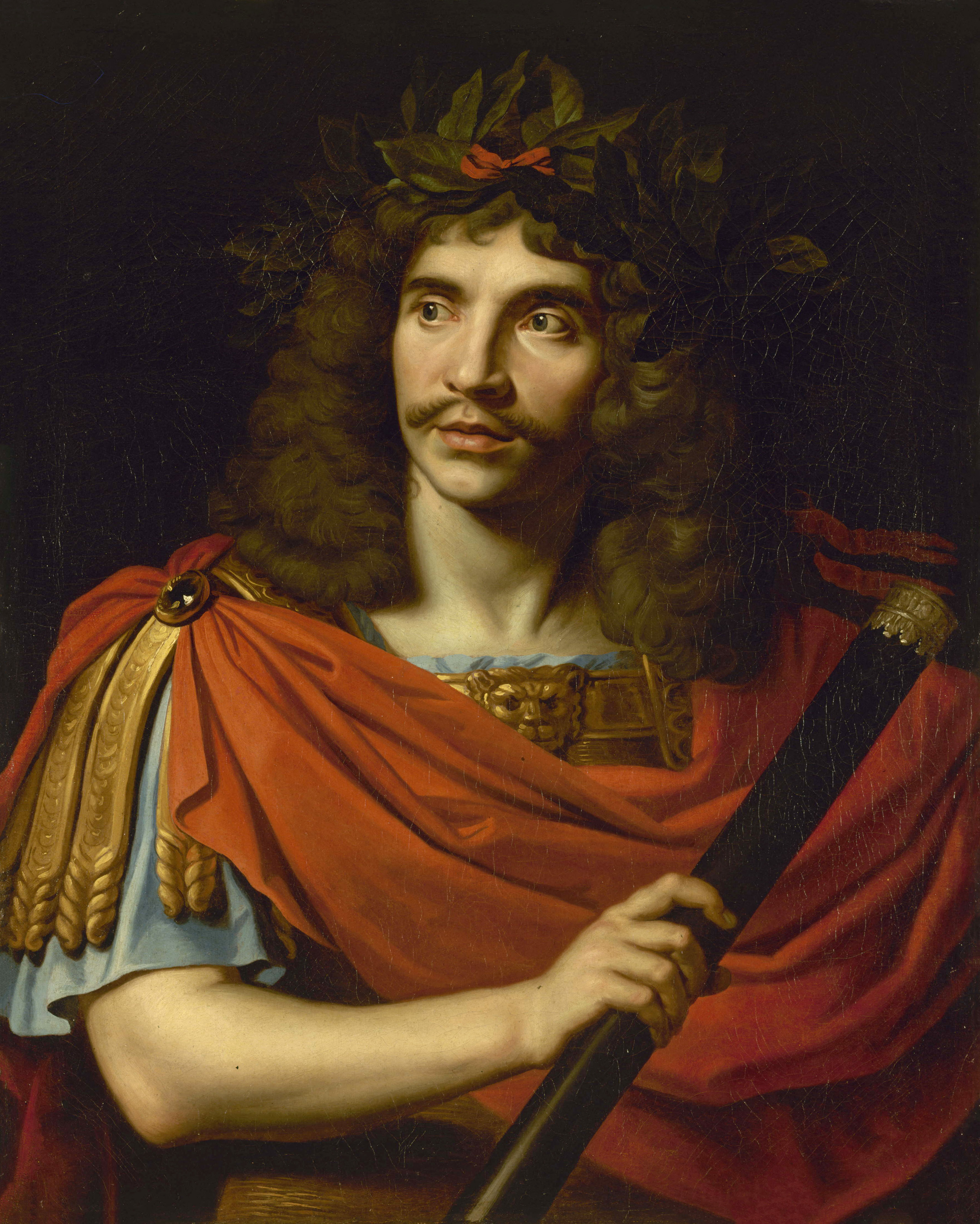
Portrait de Molière par Nicolas Mignard.

En France, on peut résumer le XVIIe siècle par deux courants littéraires majeurs : le baroque, et le classicisme.

#### Le baroque
Marqués par les guerres de religion, convaincus de l'incertitude du devenir de l'homme, les écrivains baroques défendent toutes formes exubérantes. Ils témoignent de la fantaisie et de la virtuosité de l'artiste.
L'écrivain baroque refuse la codification des genres en mêlant le sublime et le grotesque, en revendiquant la liberté de l'imagination. Ils jouent énormément sur les métamorphoses du monde et des êtres, les fausses apparences, les masques, le bonheur sur lequel plane une ombre de menace.

#### Le classicisme
Il réagit et va de pair avec le baroque. Il cherche donc à créer des modèles en opposition avec les formes libres du baroque. Il instaure des règles claires et rigoureuses qui cassent la fantaisie du baroque. Il revendique un style simple et naturel. L'écrivain classique instruit le lecteur ou le spectateur, il tente de retrouver le naturel des sentiments et des passions. Il aime peindre l'individu en opposition avec les contraintes sociales, morales, et politiques.

### Peinture

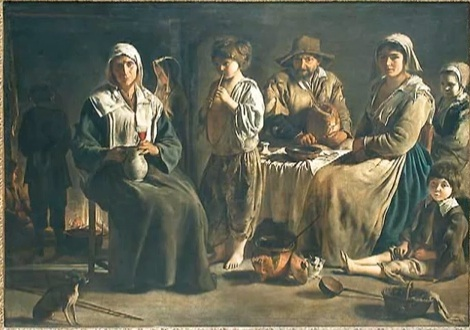
Famille de paysans dans un intérieur, par Louis Le Nain ou Antoine Le Nain, entre 1625 et 1648.

#### Auteurs
- Racine
- Corneille
- La Fontaine
- Madame de Sévigné
- René Descartes
- Molière
- Blaise Pascal
- Viau
- Savinien Cyrano de Bergerac
- La Bruyère
- Scarron

### Philosophie
La première moitié du XVIIe siècle est marquée en Europe par la controverse ptoléméo-copernicienne. À la suite du procès de Galilée (1633), plusieurs scientifiques, dont Descartes, prennent position contre les méthodes d'étude de la scolastique, fondées sur la philosophie d'Aristote, en critiquant la philosophie première.
Les réseaux d'échange européens, avec Peiresc, Marin Mersenne, permettent aux scientifiques d'échanger leurs points de vue. Plusieurs religieux français de cette époque (Mersenne, Gassendi, Malebranche) adoptent des positions métaphysiques voisines de celles de Descartes, avec quelquefois des nuances. C'est le début de la révolution mécaniste.
Pascal emprunte des voies différentes, se ralliant au jansénisme.
Cartésianisme, jansénisme, quiétisme, jésuitisme, christianisme et classicisme ne résument pas à eux seuls ces cent ans et les « libertins baroques » (Pierre Charron, La Mothe le Vayer, Saint-Evremond, Pierre Gassendi, Savinien Cyrano de Bergerac et Baruch Spinoza) entre autres, n'ont oublié ni Démocrite, ni Leucippe, ni Épicure, ni Lucrèce…

## Sources
Article rédigé personnellement à partir des écrits de :
- Mme Hélène Duccini (ouvrage de titre et plan identiques à l'article) ;
- Mme Marie-Odile Bonardi (professeur d'histoire en hypokhâgne à Antony).